# 水木しげる
水木 しげる（みずき しげる 、本名：武良 茂〈むら しげる〉、1922年〈大正11年〉3月8日 - 2015年〈平成27年〉11月30日）は、日本の漫画家、妖怪研究家、紙芝居作家。
大阪府大阪市住吉区出生、鳥取県境港市入船町育ち。ペンネームは、紙芝居作家時代に兵庫県神戸市の水木通り沿いで経営していたアパート「水木荘」から名付けた。1958年に漫画家デビュー。代表作となる『ゲゲゲの鬼太郎』『河童の三平』『悪魔くん』などを発表し、妖怪漫画の第一人者となる。

## 概要

「山高帽の水木先生」像（鳥取県境港市）

1922年（大正11年）に大阪で生まれ、鳥取県境港市で育つ。幼少時、神仏に仕える拝み屋の妻でまかない婦として家に出入りしていた景山ふさ（のんのんばあ）が語り聞かせた妖怪の話に強い影響を受ける。
高等小学校卒業後、画家を目指して大阪で働きながら学ぶ。やがて徴兵年齢に達し1943年に召集され、大日本帝国陸軍軍人として第二次世界大戦下のニューギニア戦線・ラバウルに出征。過酷な戦争体験を重ね、アメリカ軍やオーストラリア軍の攻撃で左腕を失う。一方で現地民のトライ族と親しくなり、ニューブリテン島に残ることも希望したが、周囲の説得で日本へ復員した。
復員後は貧窮により画家の修行を諦め、生活のために始めた紙芝居作家を経て上京。1958年、貸本漫画『ロケットマン』で貸本漫画家としてデビュー。1960年から断続的に『墓場鬼太郎』シリーズを発表し始める。
1961年、飯塚布枝と見合い結婚。1963年、『悪魔くん』を貸本の東考社から出版。1964年、『ガロ』で商業誌デビュー。
1965年に『テレビくん』で講談社児童まんが賞を受賞し、貸本時代に描いていた『ゲゲゲの鬼太郎』や『河童の三平』といった作品が『週刊少年マガジン』『週刊少年サンデー』にそれぞれ掲載され、妖怪を扱った作品により人気作家となった。1966年には『悪魔くん』がテレビドラマ化。
最大のヒット作となった『ゲゲゲの鬼太郎』は1968年より6度テレビアニメ化されている。
1993年、幼少期を過ごした境港市に町おこしとして水木しげるロードが建設され、2003年には水木しげる記念館が開館した。
長年の漫画と妖怪文化への功績が称えられ、1991年に紫綬褒章、2003年に旭日小綬章を受章。2007年、『のんのんばあとオレ』によりフランス・アングレーム国際漫画祭で日本人初の最優秀作品賞を受賞。また1973年に執筆した『総員玉砕せよ!』がアングレーム国際漫画祭遺産賞、米アイズナー賞最優秀アジア作品賞をそれぞれ受賞している。
妖怪研究家として、世界妖怪協会会長、日本民俗学会会員、民族芸術学会評議委員などを歴任。
調布市名誉市民、東京都名誉都民、鳥取県名誉県民。2010年に文化功労者にも選ばれた。2013年から『水木しげる漫画大全集』が刊行。
2015年11月30日、多臓器不全により死去。93歳没。

## 生涯

### 生い立ち

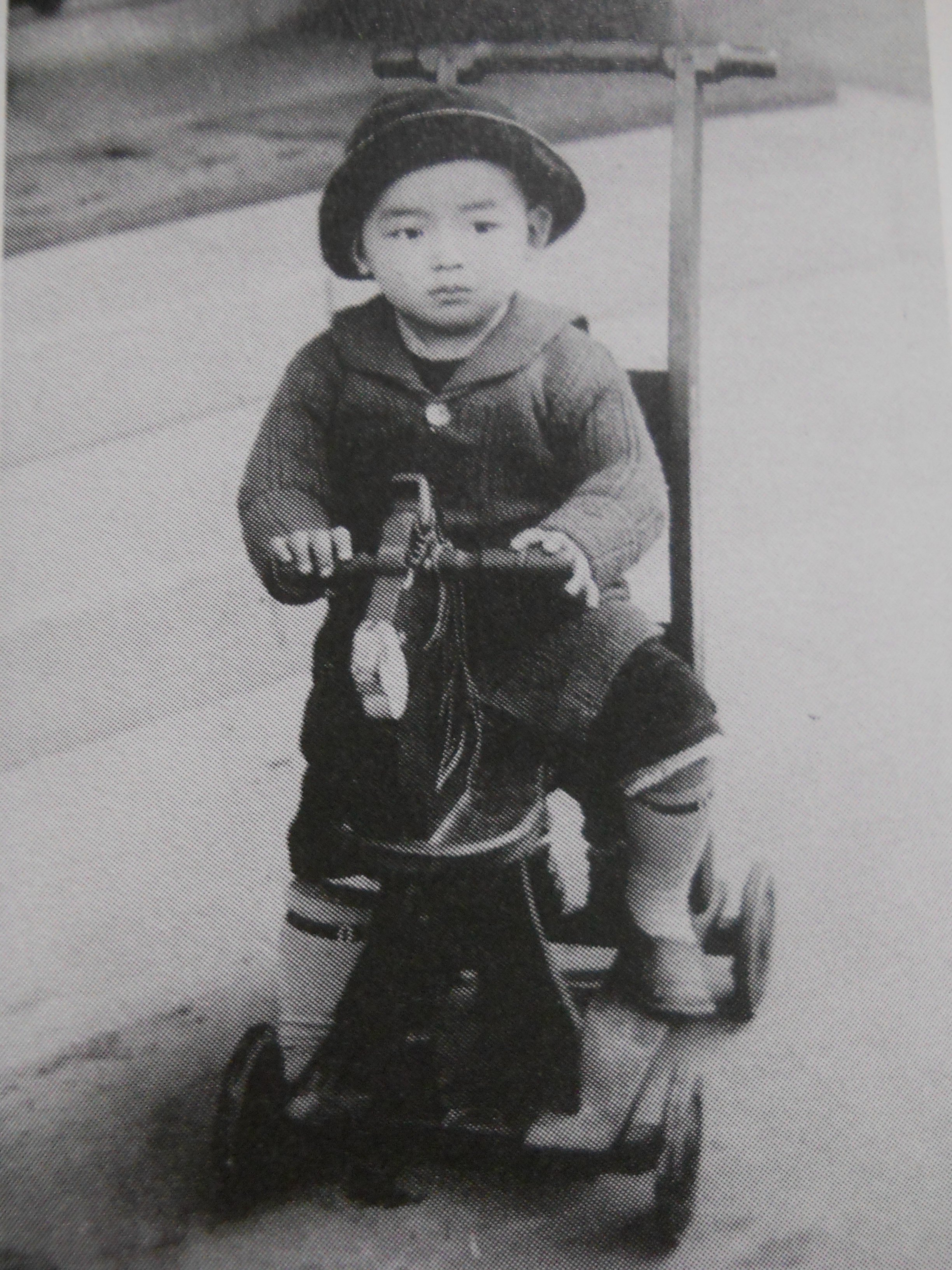
3歳の頃の水木しげる

1922年（大正11年）3月8日、大阪府西成郡粉浜村（現在の大阪市住吉区東粉浜）に生まれた。父・武良亮一、母・琴江の次男。水木生誕当時、父親の亮一は、親戚が大阪の梅田駅近くで経営していた印刷会社で働いていた。身重の母親・琴江は夫に会うために鳥取県から来て、大阪で水木を産んだ。父は共同経営者とともに農機具を輸入販売する会社を興す為に、妻子をいったん故郷の鳥取県西伯郡境町入船町（現在の境港市入船町）に帰した。境港に戻った理由は「大阪は空気が汚れていて乳の飲みが悪い」からという。水木が境港に戻った年齢については不明確だが、生後まもなくから2歳までの間とのこと。その後父は事業に失敗して帰郷、一家全員境港に定住する結果となる。
5歳の頃「死」に興味を抱き、3歳の弟を海に突き落とそうとするが、近所の大人に見つかり、両親にしかられた上に、当時同居していた「ねーこ」と呼ばれる祖父の妹（大叔母）に「やいと（灸）」をすえられた。

### 少年時代
比較的恵まれた環境で育つが、学校の勉強はできる方ではなく両親が尋常小学校入学を1年遅らせたほどだった。自身も認めるマイペースぶりから朝寝坊してゆっくり朝食をとり、たいてい2時間目くらいの時間から登校するという風変わりな生徒だった。当時「新聞の題字を集める」のが子供たちの間で流行ったが、他の子供が飽きても熱中していた。屁を自在に出すことができ、朝礼のおりに放屁して他の生徒たちを笑わせていた。そんな調子で成績は振るわず体育と図画以外は「総崩れ」だったが、一歳年上で体格が大きかった為に腕っ節は強く明るい性格もあってガキ大将として君臨した。水木の母は学歴を気にする性質であったため教育に熱心で、成績優秀な兄と弟は尋常小学校卒業後は旧制中学校に進学を果たし、勉強そっちのけだった水木も漠然と旧制中学受験を希望したが、進路相談で水木の母は教師から「無理」と即答された。将来への不安を覚えたが、中等教育の予備校でもある無試験の高等小学校に進み、すぐに不安を忘れて遊び回る子供に戻った。高等小学校時代も図画の成績は良く、小学校の教頭の勧めで公民館で授業で描いた絵の展覧会が開かれ新聞に掲載された。学内コンクールでも金賞を何度も取り、鳥取二科展の審査員でもあった先の教頭からは油絵の道具を譲ってもらったりと可愛がられた。
高等小学校卒業後も旧制中学校には進めず、社会に出て働き先を探す為に故郷を離れる事になった。生命保険会社に勤めて神戸に単身赴任していた父を頼りに近畿に移り、親戚の紹介で出生地の大阪に舞い戻った。たった一人でふるさとを離れて働きに出る水木のことを不憫に思う母は、兄や弟と違って要領の悪い次男を心配して「お前はこれからどうなるんだろう」「中学に行く人たちとの差は開くばかりだよ」「務まるかなあ」と嘆いたという。しかし当の水木はほとんど平静で、田舎から都会に出て働くのを楽しみにもしていた。

### 青年時代
大阪では都会の立ち並ぶビルと行き交う人の多さに圧倒され、夜の街の光には「まるで祭りのようだ」と思ったという。谷町（現・大阪市中央区）にあった石版印刷会社の田辺版画社に住み込みで勤務したが、マイペースさから仕事に付いて行けず僅か2ヶ月でクビになった。次は寺田町にある小村版画社に入社したがこれも配達の道順が覚えられず、やっと道を覚えると今度は下町の職人達の手仕事を見物している内に荷物を届けるのを忘れる有り様で、ここもクビになった。その後体調を崩して黄疸の症状が出た為、療養すべく鳥取へ戻る。帰郷後、息子に労働は向いていないと思った父親は好きな絵の勉強に進ませる事にした。水木は「もう職探しはやめて絵の勉強を…」という父の言葉に躍り上がったと回想している。

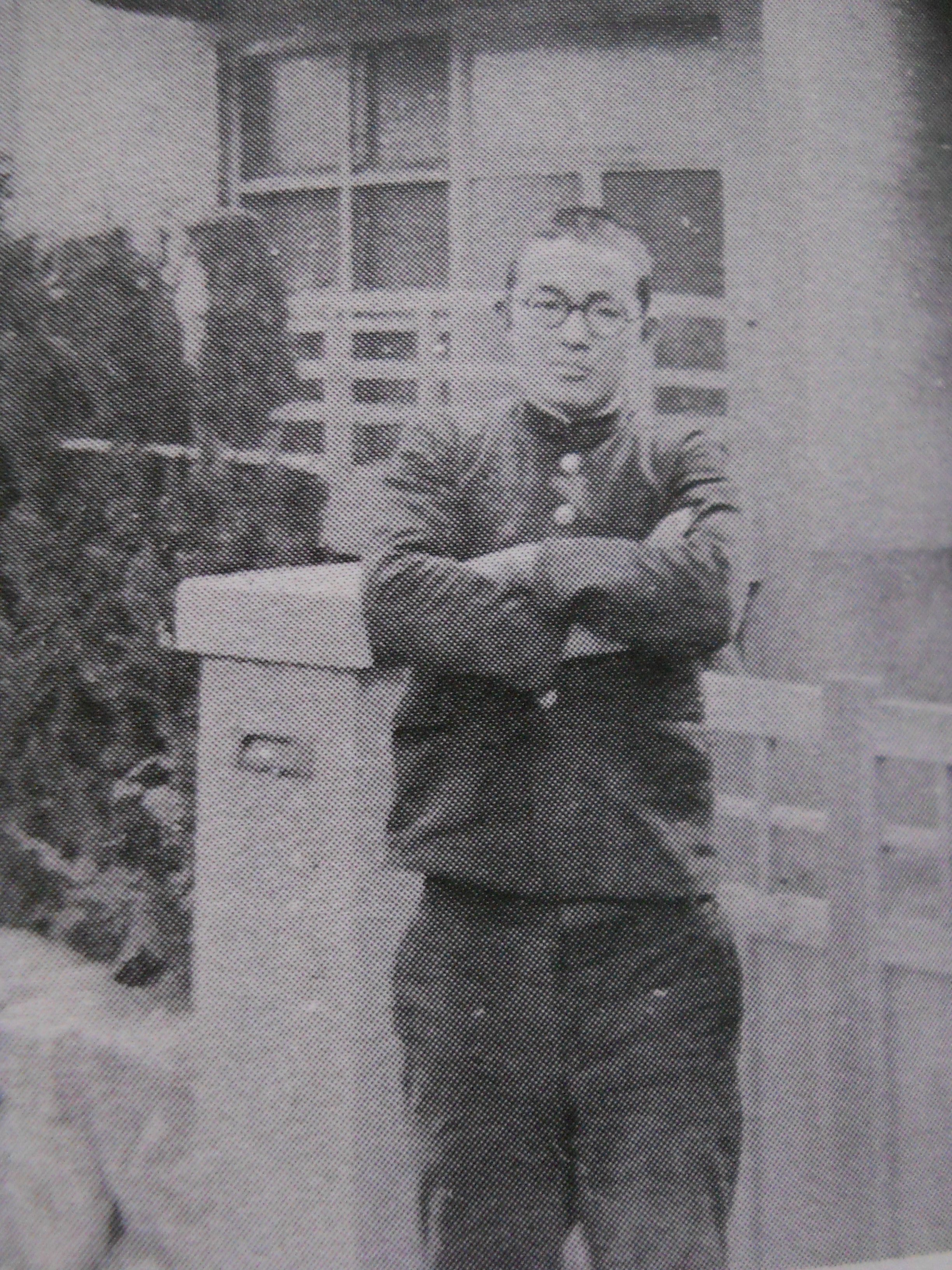
18歳ごろの水木しげる

水木は勉学が苦手な自分の気質を考慮して、様々な美術学校から「試験や入学資格の無い所」を探したという。やがて大阪の上本町で、京都市美術工芸学校（現・京都市立芸術大学）で学んだ画家の松村景春が設立した精華美術学院という珍しい無試験の美術学校を見つけて入学した。しかし学院は学校というには小さな個人塾のような所で、授業内容も実践的な図案講習会に近かった。立派な画家になるんだと思い詰めて一心不乱に独習を重ねてきた自身の方が、もったいぶって教える先生より技量が上と感じたという。失望から学校に行かなくなり、近所の森や山で時間を潰す日々を送った。

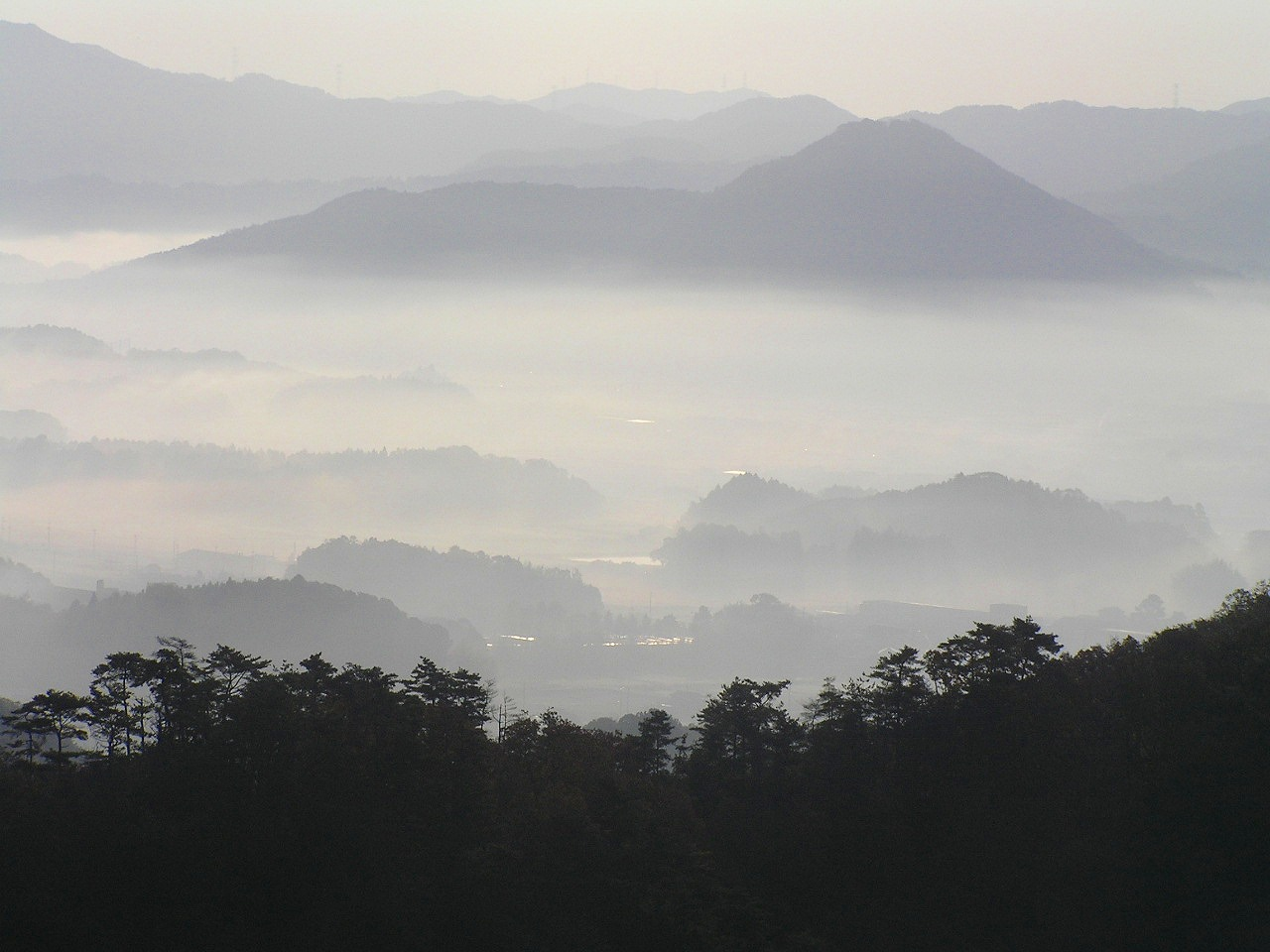
水木が16歳の頃に一時家族3人で暮らしていた丹波篠山。ここから軽便鉄道と国鉄を乗り継いで大阪の美術学校へ通った。

16歳の頃に父が丹波篠山に支店長として転勤し、水木だけを一人暮らしさせるのは不経済という判断から父と丹波篠山の借家に引っ越した。後に母も境港から移り住み、兄と弟は旧制中学の寮に住んでいたので3人暮らしとなった。暫くは篠山から大阪の美術学校に通い続けた。18歳の頃、篠山山中の祠で「不心得者や悪戯をする者を神社で見つけると突然上から落ちてきて脅かす」妖怪・『おとろし』らしきものに出遭ったことがあるという。
精華美術学院での反省から学校を選び直す事を思い立ち、美術系旧制専門学校である東京美術学校（現・東京芸術大学）で学んで画家になるという夢が膨らんだ。しかし高等小学校卒の水木には旧制専門学校の受験資格はなかったので、まずは旧制中学校を再び目指す事に決め、精華美術学院を退校して大阪府立園芸学校（現・大阪府立園芸高等学校）を受験した。同年の筆記試験は国史（日本史）の一科目だけであり、参考書をほとんど丸暗記して試験に臨んだ。定員50名に対し受験者51名（つまり一人だけが落ちる）という低倍率で、合格すると自信満々で結果すら見に行かなかったが、父が確認すると不合格だった。水木は不合格原因について、面接で「卒業したらどうするんだ」と聞かれ、「満蒙開拓義勇軍に入ります」というのが模範回答だが、旧制中学校卒の資格が目当てであって別に園芸や農業に興味はないと正直に答えたためではないかと推測している。惨めな思いをしたが、父は怒らず「本当に満州行きになったらどうするんだ」と優しく慰めてくれたという。
1940年（昭和15年）新聞配達で働きながら別の学校（日本鉱業学校採掘科）を受験、今度は合格する。しかし例によって専門科目に全く興味が抱けず成績不振且つ欠席が多くなり、半年で退学処分となった。間もなくマイペースぶりから新聞配達もクビになり、大阪の中之島洋画研究所に通った。水木は両親と今後を話し合い、両親から日本大学付属の旧制大阪夜間中学校（現・大阪学園大阪高等学校）への進学を勧められ、同校に入学。昼間には『支那通信』というガリ版新聞を配達する仕事をし、休日には宝塚ファミリーランドの動物園や昆虫館、宝塚歌劇によく足を運んでいた。そうした中、1941年12月に日本がイギリスやアメリカ、オランダとの間に開戦する。

### 軍隊時代

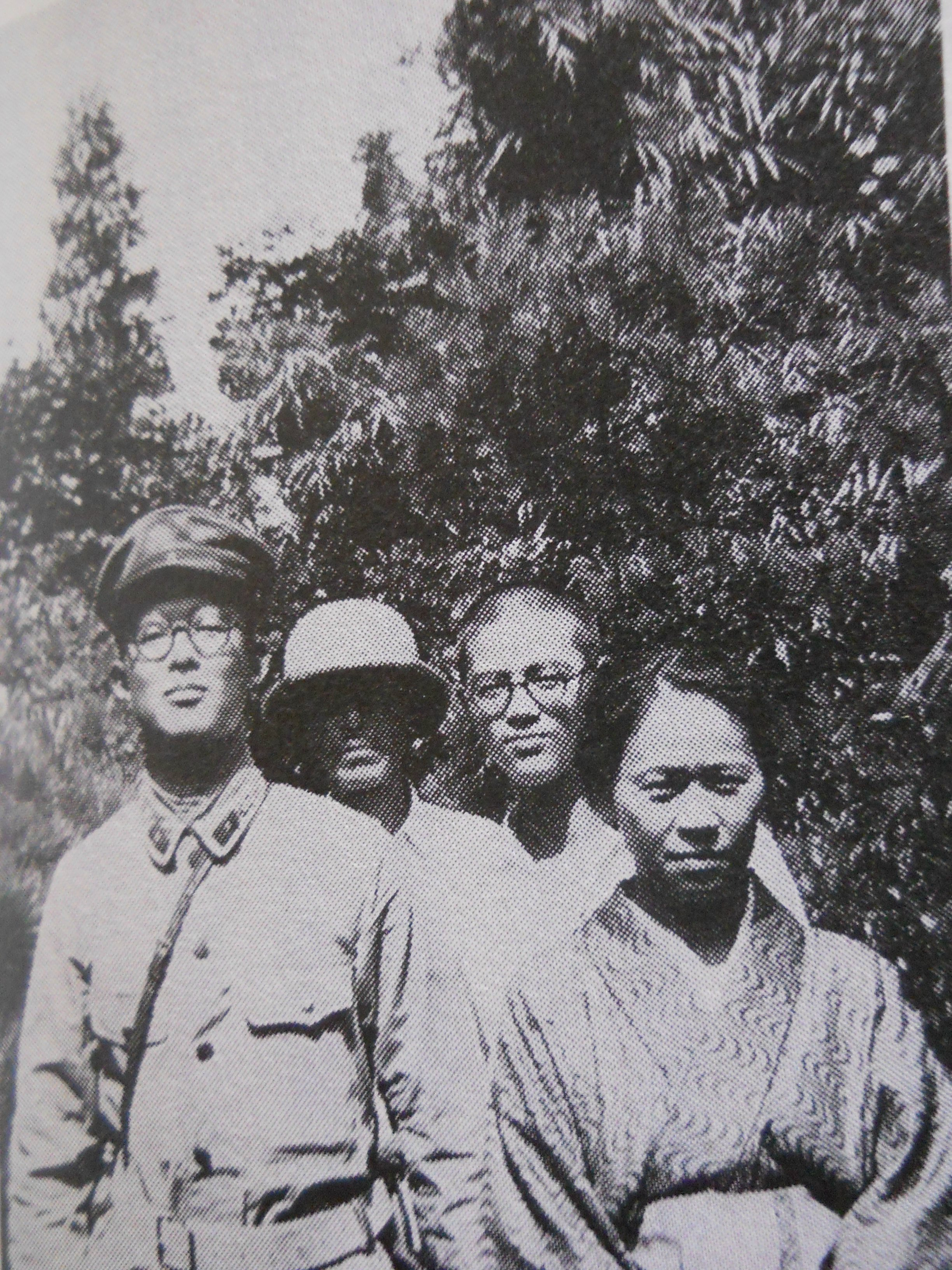
鳥取連隊（陸軍二等兵）時代
（父・母・弟と）

1942年、20歳になった水木は徴兵検査を受け、結果は体は頑健ながら近眼により乙種合格で、補充兵役に編入され現役入営（入隊）はしなかった。だが戦争が激化する中で兵員不足のため召集対象者の枠は広がっていき、やがて自分も召集され入営する可能性が高まっていった。「出征すれば間違いなく死ぬ」と考えていた水木は哲学書や仏教書や聖書などを読み漁った。その中で一番気に入ったのがドイツの詩人ヨハン・エッカーマン『ゲーテとの対話』（亀尾英四郎訳）で、これは戦地にも持っていった。
21歳の時、召集令状が届き本籍地の鳥取歩兵第40連隊留守隊に入営することとなった。なお、在学していた夜間中学は自動的に退校処分となった（後述）。軍隊生活でもマイペース振りはそのままで、その大胆な態度から風呂で幹部と間違われて古年兵に背中を流してもらったこともあった。
初年兵教育を終え、何をしてもマイペースで行動も鈍く使い道が無いと上官たちからも判断されて喇叭手を命じられるが、これも上手く吹けず罰として連日炎天下の中で広い営庭（連隊宿舎の庭）を何周も走らされることとなった辛さもあって、自ら配置転換を申し出た。
最初は取り合ってもらえなかった（人事係からも、なだめる意味で「しんどいかもしれんが辛抱してやってくれ」と緩やかに諭されてもいた）が、しつこく配置転換を申し出続けたため三度目に曹長から「北がいいか、南がいいか」と尋ねられた。その質問を国内配置についての事と考え、「寒いのが嫌いなので南であります」と答え、九州など国内南部の連隊へ配属になると思ったが、1943年に南方でオーストラリア軍やアメリカ軍、ニュージーランド軍との前線のニューブリテン島ラバウル行きが決定。水木も南方戦線の状況は知っており、その激戦地へ派遣される羽目になって目の前が真っ暗になる程の深い衝撃を受ける、異動命令直後に二泊三日の外泊が許され両親が戻っている境港に里帰りしたが、お互い何も喋れなかったという。
歩兵第229連隊（岐阜県第38師団隷下）は鳥取から門司港へ向かい、日本を出発。その連隊所属となった水木も従わされ、やがてパラオからラバウルまで輸送される。その輸送船はかつて日露戦争で活躍した老朽船の「信濃丸」だった。敵潜水艦の魚雷攻撃をかわしつつ水木の所属した部隊は何とかラバウルに着いたが、後のラバウル派遣部隊は全て途中で沈没させられたため、水木の部隊がラバウルに到着できた最後の部隊となった。軍内での鉄拳制裁は日常茶飯事で、内地にいた時から風変わりで役に立たない兵隊として上官から目を付けられていた水木には「ビンタの王様」というあだ名がついた。配属部隊の上官はなぜか茨城県出身者が多く、強い訛り言葉を水木が聞き取れないことも鉄拳制裁の口実にされ、連日上官や古兵たちから理不尽な虐めを受け続ける。
ニューブリテン島での戦争体験は、後の水木の描いた作品に多大な影響を与えている。軍隊生活と馴染めなかった水木も、所属していた第2中隊中隊長である児玉清三中尉（30歳代後半の材木屋出身の予備役将校）からは、その腕を買われて似顔絵を描く事をよく頼まれ、水木に事あるごとに言いがかりをつけては嬲ることしか考えない上官たちの中で、例外的に水木が個人として優しく接してもらえた人物だった。同様に下士官の宮一郎軍曹や砂原勝己軍医大尉なども数少ない水木に親切に接してくれた上官で、水木が戦後復員して再会してからも交流が続いた人たちだった。
ニューブリテン島ズンゲンの戦いにおいて、日本より数段優れた装備と圧倒的な物量の連合軍の前に、所属する支隊の成瀬懿民少佐（水木の作中では「ズンゲン支隊」とも呼ばれている）は玉砕の命令を出すが、児玉中隊長の機転でゲリラ戦に転じ生命を拾うこととなる。しかし支隊本部の誤った総員玉砕報告に反して生存者が出たことで、児玉は責任を取らされ自決した。
やがて水木は決死隊の兵隊の一人としてバイエンに配属される。出先で上官から指示が出ている最中に居眠りをしていた罰で夜勤の最後の当番を命ぜられ、眠い中で見張りをするも自然の風景に見惚れてしまい上官たちを起こす予定時間を5分ほど過ぎると、その時敵の飛行機から機銃掃射され、水木以外の寝ていた上官たちは瞬時に全滅した。水木は慌てて海に飛び込んで逃げたが、原住民ゲリラに発見され、銃剣とふんどし一丁でジャングルを数日間逃げ惑い、日本兵への捜索隊の追跡を何とかやりすごしつつ奇跡的に生還した。
九死に一生を得て部隊に戻ると仲間達は喜んでくれたが、兵器を捨てて逃げた事を上官にとがめられ、「なぜ死なずに逃げたのか」と詰問され、「おまえも死ね」と罵声を浴びせられた。これまでは戦場でも何とか朗らかに振舞ってきた水木も、この件で流石に塞ぎこみ、これ以降は虚無主義的な考え方をするようになった。そんな陰惨な日々は続き、マラリアを発症、高熱で錯乱状態に陥ってジャングルを彷徨い歩き、危うく死にかけた。
追い討ちをかけるように敵機の爆撃で左腕に出血多量の重傷を負い、間の悪いことに血液型も忘れてしまっていたことで上官や仲間からの輸血処置も不可能となり、止血されるが左腕に死斑が出てしまい、延命処置として軍医によって麻酔のない状態（水木自身は意識朦朧でマラリアのため、意識朦朧で割合痛みは感じた記憶が無いとのこと）で左腕の切断手術を受けるなど、絶体絶命な半死半生の状態へと追い込まれた。
しばらく経過した1945年の初め頃、他の傷病兵と後方に送られる。傷病兵の間では「役立たずになった兵士はまとめてどこかに捨てられる」との噂も立っており、水木も不安だったが、そんなこともなく辿り着いたのはナマレに設置された野戦病院で、治療の傍ら畑仕事などに駆り出された。
最前線に比べれば安全な土地で死の恐怖が和らぐと、島の原住民であるトライ族と交流する余裕ができた。他の兵隊の様に威張らない水木を気に入ったトライ族から歓待を受け、水木の側も配給のタバコをお礼に渡すなどしている内に意気投合し、やがて集落の仲間として受け入れられた。軍規違反を承知で理由を付けてトライ族の集落に通い、トライ族の側も水木が再びマラリアで倒れると食料を持って見舞いに来てくれた。事ある毎に自分を罵倒していた上官の大尉からは「あいつは頭がおかしいぞ」と陰口を叩かれたが、先述の砂原勝己大尉が庇ってくれた。
8月25日、部隊長から「日本のポツダム宣言受諾（条件降伏）」についての訓示を受ける。水木も他の兵士達も意味する所が理解できず「戦争に勝ったのか」との囁きが漏れたが、程なく「戦争に負けた」という話だとわかった。軍内では落胆の声が広がったが水木は「生き延びた！」と思い、戦場で死ななかった事に感無量だった。
カゼル岬にあった連合軍の捕虜収容所に収監されて本国送還の順番を待つ間、トライ族から農地を分けるから一緒に暮らさないかと誘われ、現地除隊して永住することを真剣に考えたこともあった。しかし、砂原から「家族に会ってから決めても遅くないぞ」と助言され、帰国を決意したという。ただし、これについて砂原は「言った記憶がない」とも述懐している。
1946年3月、24歳の時に駆逐艦「雪風」で浦賀港に入港し、ようやく日本へ復員した。

### 美術学校時代

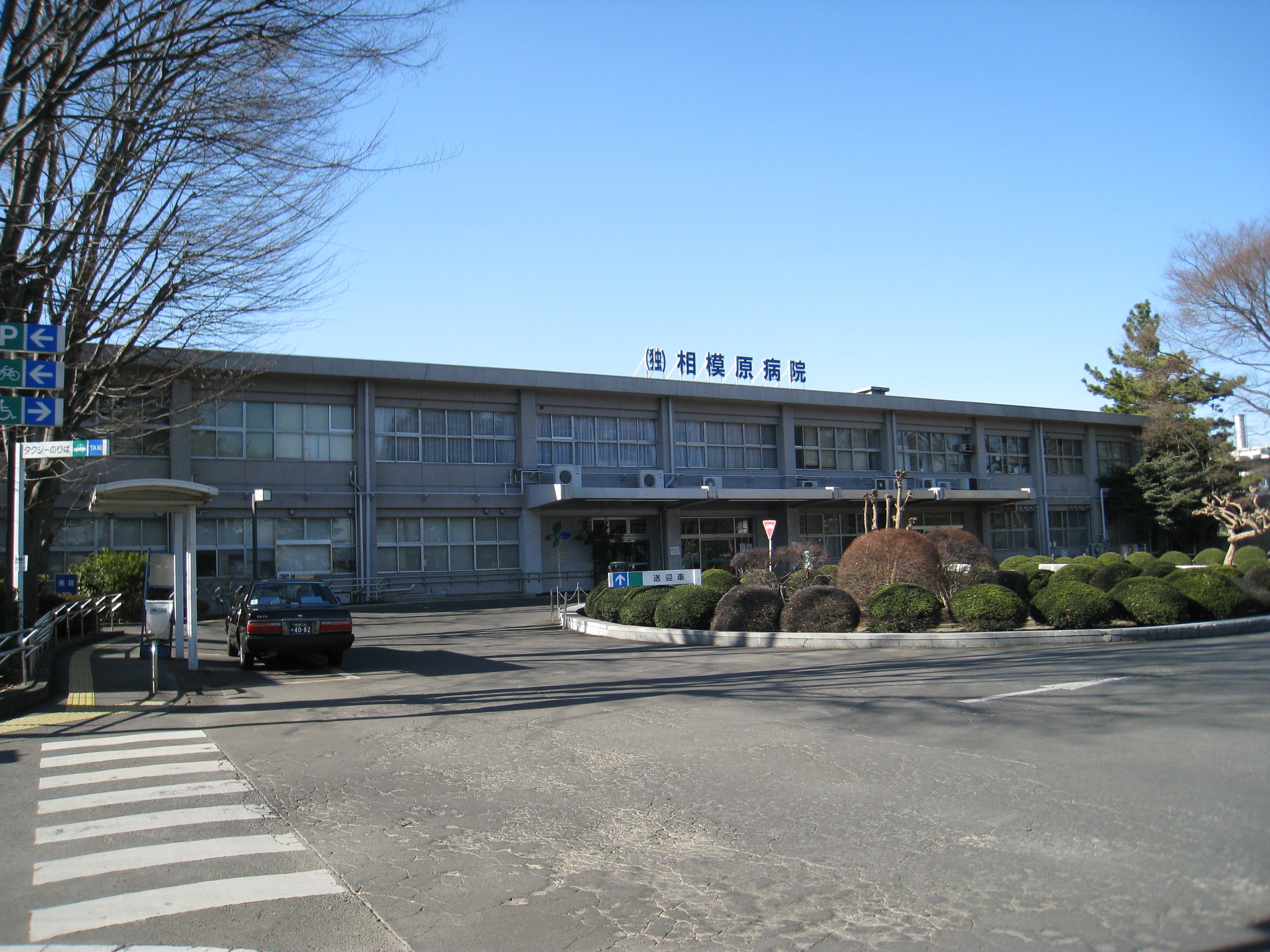
水木が治療を受けた国立病院機構相模原病院

4年振りに復員帰国できた水木は国立相模原病院（旧・神奈川臨時第3陸軍病院、現在の国立病院機構相模原病院）に入院となり、応急処置だった片腕の本格的手術の順番を待つ。終戦直後の医者や物資の不足で直ぐに順番が回ってこないので、医師からも一旦故郷の境港に戻っても良いと許可を得、帰郷して養生する日々を送った。両親は水木が片腕を失った事を知らなかった為、事実を知った後に母が片腕を使わずに家事をしたり、父が片腕無しでも務まる仕事を調べて「灯台守なんかどうじゃろう」と知恵を絞ったりと、次男の不幸を悲しんでいたという。しかし水木自身は生き残れた喜びと「絵を続けられるかもしれない」という希望を胸に抱き、出征前に目に焼き付けておいた故郷の風景を眺め、清々しい気持ちで過ごせたという。翌年になって治療の順番が回って来る通知を受け、上京して相模原病院で再手術を受けた（麻酔が不足していたため結構な痛みを伴うものだったとのことで、後年に水木は元気な状態へ戻るまで10日程度かかったと述懐している）。
病院直営の染物工場で絵付けの仕事で入院中の生活費を稼いでいたが、雀の涙程度の収入にしかならなかった。手術の前後に他の患者と闇米の買い出しでも生活費を稼ぎ、本格的に闇屋家業で一財産を得ようかと目論んで東北に食料の買い付けに向かった事もあったが、そちらは失敗して「どんな道でもプロになるのは険しい」と反省した。その後病院仲間から誘われて「新生会」という「傷病兵の明るい未来」をスローガンに掲げて様々な事業を考えていた傷痍軍人団体に加盟し、復員兵による廃墟ビルへの居座りや募金活動などに参加した。廃墟ビルへの居座りは東京都から反対されて失敗したが、募金活動は成果を挙げた。しかし、上層部のくだらない内紛で加盟員の離脱が相次ぎ、水木も配給制において政府の許可制である魚屋の資格を申請する成り行きとなり、転職した。予め契約を取った家庭に魚を届ける形式で復員後の生活も一時安定するようになった。この魚屋をはじめる際に元将校の荻洲立兵より「突撃あるのみ」と叱咤激励されてもいる。
経済的に余裕が出て絵に対する思いも湧き、26歳の時に武蔵野美術学校（現在の武蔵野美術大学）が学生を募集中と知る。すぐに入学を思い立つが、旧制専門学校であった同校には旧制中学もしくは新制高校の卒業資格が必要だった。水木は件の夜間学校に掛け合ったが、「出征により退校」となっていた事から卒業資格は与えられないと回答された。それでも在学証明書を貰って美術学校に直談判し、特別に入校を許可される。1948年、26歳の時に入学した美術学校は敗戦直後という事もあって学生の服装は古びていて、技術や年齢層も不揃いだったが懸命に学んでいたという。
生活費に加えて学費も稼ぐために、仕事の方は新たに輪タク業を始めるべく、折良く同じ傷痍軍人団体加盟時からの知人で魚売りの相方だった通称「モッちゃん（本名は不詳）」が、水木とは逆に「魚屋を独立開業したいので、良ければ四万円で権利を全て譲って欲しい」と申し出てた好都合なタイミングでもあったので、その希望値四万円で「モッちゃん」に魚売りの権利を完全に売り、それを資金に輪タクを四台購入。一日五百円で貸し出す商売を細やかに始める。また、同時に上京してきた弟と協力して米軍物資の横流しなど当時は半非合法ながら政府から黙認を得ていた闇市商売も続けていた。
学業と仕事に明け暮れたが、商売はやはり素人ゆえに闇市は僅かな儲けしか得られずジリ貧で、輪タクも出だしは近所の住民から好調だったが、やがて大手に押されて下降して行き店閉まいした。学業の方も絵で食べていく事の経済的厳しさを痛感する中で、起死回生を狙って訪ねてきた「新生会」の副会長と二人で東海道募金行脚を挙行するも、あぶく銭しか集まらず、帰りの旅費だけを稼ぐ目標に切り替えて神戸に辿り着いた時には這々の体になりかけていた。結局美術学校は、その数年後に中退した。これが水木にとって最後の学業への試みとなり、「色々な学校に行ったが、結局は高等小学校のみ卒業となった」と回想している。

### 紙芝居時代
先の募金旅行で辿り着いた神戸市の安宿の主人から「この建物をアパートとして買ってもらえんやろか」と購入を持ちかけられた。抵当が付いていたが格安の値段だったので、輪タク業など今までの事業で貯めた資金と足りない分は父に借金して購入した。このアパートが神戸市兵庫区水木通にあった事から「水木荘」と名付け、大家業を始めた。勝手が分からず不動産屋に頼んで募集の広告を掲載した所、水木と同じ変わり者ばかりが入居して家賃収入は捗捗しくなかった。大家業が軌道に乗らず副業を探した29歳の時に紙芝居作家の弟子をしている青年がアパートに入居した。一度は諦めた絵に対する熱意から、その青年にいくつか紹介してもらった紙芝居の貸元に手製の紙芝居を持ち込んで回った。水木曰く「内容がゲイジュツ的」だった為か評価は今ひとつだったが、林画劇社という貸元で演じ手の纏め役をしていた活弁士の鈴木勝丸が水木の作品を気に入り、同社の紙芝居作家として採用された。夢にまで見た絵に係る仕事に付いたが、紙芝居業は貸元も零細企業で代金の支払いは滞りがちであった。暫くして鈴木が林画劇社から独立して自身の貸元「阪神画劇社」を設立すると水木も引き抜かれて専属作家になった。鈴木が水木の本名（武良茂）を覚えてくれず「水木さん」と間違って呼ぶため、そのまま「水木しげる」をペンネームにした。鈴木の紹介で知り合った人気の紙芝居作家加太こうじの助手なども務めながら紙芝居を描く日々が続いた。
1953年、アパート経営に行き詰まり大家業から手を引き、水木荘を売却して借金を精算。直後に西宮へ引っ越した。BC級戦犯で巣鴨プリズンに拘留されていた兄・宗平が出所したので一家で同居する。紙芝居の専業作家として作品作りに没頭し、少しずつノウハウを掴んで「空手鬼太郎」「河童の三平」など後年の活躍に繋がる作品を制作した。しかしテレビや貸本漫画など他の娯楽に押されて紙芝居業界は急速に衰退していった。紙芝居に見切りを付けて漫画家への更なる転身を決め、1957年に上京して貸本の版元に持ち込みを行った。同じく紙芝居から離れた加太こうじの推薦もあり、兎月書房という小さな出版社から別の作家が書き残した「赤電話」という漫画を完成させる仕事を受注した。
この仕事を無事に終え、1958年に正式なデビュー作として『ロケットマン』を出版し、35歳で貸本漫画家となった。

### 貸本時代
貸本時代初期の水木は主に戦記漫画やギャグ漫画などを中心に制作しており、『飛び出せピョン助』『戦場の誓い』などを兎月書房から刊行した。他にもホラー漫画、SF漫画、ギャグ漫画、少女漫画、時代劇などの多彩なジャンルをさまざまなタッチで描き分けている。作家が他の出版社から作品を出すのを嫌がる傾向があったので「水木しげる以外にも「むらもてつ」「東真一郎」など複数のペンネームを使い分けてもいた。貸本漫画は一冊120ページ程度の作品につき2万5000円から3万円程度の報酬が出版社から支払われることになっていて、当時の国家公務員の初任給が1万足らずで紙芝居が1作200円から1000円であった事の視点では破格の高給だった。ただし、それは毎月作品を採用かつ量産された場合の契約条件であった。遅筆の水木が不慣れだった当初に、一ヶ月で作品を仕上げられる事は殆どなく、完成しても売れる見込みあると判断されなければ出版社が買い取ってくれないか、買い取られても「初回で様子見」として2万5000円未満に下げられた報酬しか支払われなかった。そればかりか初回で売れなければ他の出版社にも不評の噂が回って締め出しを食らうという過酷な業界だった。貸本出版社も零細企業が多く、納入が決まっても紙芝居の貸元同様に代金の支払いが滞ることも頻繁だった。懸命に働いても生活は楽にならず、家賃滞納や質屋通いが続いた。作品が評価されず不遇の生活が続く内に暗く陰惨な作風が強まり、出版社から「作風が暗い」と敬遠されて余計に生活が苦しくなるという悪循環に陥っていった。一時は「水木しげるの名では売れない」と「堀田弘」「竹取おさむ」など勝手に作者名を変更される屈辱も味わった。
すでに40歳近い水木を心配する両親の強い薦めで、島根県能義郡大塚村（現在の島根県安来市）出身の飯塚布枝と見合いをし、即座に結婚した。間に立ったのは布枝の母の弟で、この叔父の妻の実家が武良家の遠縁だった。結婚する最初で最後の機会と考えた水木は「普通の会社員の二倍稼いでいる」と仲人口で見栄を張って洗練された都会人を装ったが、気が緩んだ拍子に方言を連発してしまったという。見合いから結婚式までわずか5日という異例のスピード婚で、式場は米子の灘町後藤のお屋敷が用いられた。新婚旅行の余裕すらなく大急ぎで東京に戻り、作品制作を再開した。
この頃の水木は戦記漫画が一番の売れ筋であり、兎月書房の貸本用雑誌である『少年戦記』で水木しげる作戦シリーズなどを連載。また、雑誌の編集役も請け負って小松崎茂や坂井三郎らとも交流している。しかし原稿料は出し渋られ、紙芝居業界に続いて貸本漫画業界も衰退して行き、益々生活が苦しくなる。あまりの貧しさに、自宅へやって来た税務署員から「こんなに収入が少ないワケがないでしょう?」と疑われたが、その言いように怒った水木は質札の束を突きつけ「われわれの生活が、キサマらにわかるか!」と税務署員を追い返した。結婚の翌年に長女の尚子（後の水木プロ社長）が生まれた時は真剣に漫画家を辞める事も考えたという。そうした中でかつて紙芝居作家時代に描いた「鬼太郎」を題材にする事を思い付いた。
1960年、兎月書房から『墓場鬼太郎』シリーズの執筆を開始し、第一作となる「幽霊一家」が貸本雑誌『妖奇伝』に掲載された。後年の鬼太郎とは違う紙芝居時代に近い陰鬱な怪奇物に仕上げたが、当初は全く売れず『妖奇伝』も第2号で打ち切りとなった。だが打ち切り後に一部の読者から熱心な連載再開を要望する手紙が届き、倒産間際だった兎月書房は最後の希望を託して『墓場鬼太郎』シリーズの刊行を継続した。これが人気作となり、徐々に水木しげると『鬼太郎』の名が知られていく契機となった。後年に水木は「窮地に陥るといつも現れて救ってくれるのが鬼太郎だった」と述べている。

### 人気作家へ
名が売れ多少強気の姿勢に出られるようになり、『墓場鬼太郎』の原稿料を支払わない兎月書房から三洋社に移籍して『鬼太郎夜話』を刊行した。『鬼太郎夜話』も人気を得たが、三洋社の長井勝一社長が結核で入院して経営が混乱した事で打ち切りになってしまい、既に納入していた5巻目の「カメ男の巻」は原稿自体が行方不明という幻の作品と化した。『鬼太郎夜話』打ち切り後、兎月書房と和解して鬼太郎と共に紙芝居時代の作品である『河童の三平』を漫画化したが、1962年に兎月書房は倒産。以後は佐藤プロや『悪魔くん』を出版した東考社の貸本漫画に活躍の場を移すが、『悪魔くん』は思ったほど人気が出ず全5巻予定が3巻で打ち切りとなった。貸本版の『悪魔くん』は経済的な貧しさから生じた過激な社会風刺に満ちており、「間違っている世の中を倒して革命を起こす」という悪魔くんの思想描写は当時の水木自身の「懸命に働いても貧乏が続く生活」への悲しみと憤りから発したもの。こうして、水木が得意とする妖怪漫画の原型が紙芝居から貸本漫画時代にかけて形作られた。
1964年、病気療養から復帰した長井勝一が新しく漫画雑誌を作り、水木も依頼を受けた。同年9月に現代漫画の源流の一つとなる『月刊漫画ガロ』の第1号が出版され、水木は読み切り短編「不老不死の術」を掲載した。水木がガロに拾われたことで一家はすぐ傍に押し寄せていた餓死の危機を逃れた。以降ガロで白土三平やつげ義春らと共に看板作家として名を上げた。1965年に講談社はW3事件の影響で「劇画路線」を採用し、水木は『週刊少年マガジン』で「SF物」の連載を依頼されるが、自分の得意分野ではないため悩んだ末に一旦辞退した。しかし半年後、その『少年マガジン』の編集長が内田勝に交代し、作風を限定しない条件へ変更のうえで水木は再度依頼され、今度は執筆を承諾した。貸本時代の絵柄から、「子ども向けのかわいい絵柄」に変えるのは苦労したが、『別冊少年マガジン』に掲載した『テレビくん』が第4回講談社児童漫画賞を受賞し、45歳にして人気作家の仲間入りを果たした。それまでの長い貧乏生活で質屋に入れていた物品は質札3cm分にもなっていたが、ようやく雑誌連載の原稿料ですべて返済でき、なんとか質流れにならず取り戻すことが叶った。ただ、最初に質屋に入れた背広だけは10年経って変形していたため、元の形態に戻そうと外に干したら盗まれてしまったという。
講談社による漫画賞の受賞で急増した仕事に対処するため1966年に水木プロダクションを設立。妖怪は江戸時代の古文書からのアレンジが主体であり、人物やメインキャラクターはデフォルメしたタッチだが、妖怪は点描技法を多用した細密な画にすることで、リアリティを出していた。これはアシスタントの仕事で大変であり、つげ義春、池上遼一、鈴木翁二らがアシスタント参加したことで、これ以降の水木漫画の特徴である「点描が非常に多い濃厚な背景」を描けるようになった。水木プロは部屋中に煙草の煙が立ち込め、午後1時から深夜1時までが定時であった。週に一度は徹夜で、水木は途中で仮眠をとり、締め切り直前に起きて仕上げをするのがお決まりとなっていた。徹夜の時など、うたたねしながら描いていると水木は「君は点描に向いていないな」などと、からかっていたという。銅版画を思わせる「絵画的な背景」の前に簡素な線で描かれた「漫画的なキャラクター」が配されるという組み合わせは、水木独自な作風となった。つげに関しては、水木は雑誌ガロ誌上に「つげ義春さん。連絡をください。水木しげる。」と言う広告を出して呼び寄せ、アシスタントをさせるほど、つげのタッチにほれ込んでいた。つげは水木よりも年下ではあったが、漫画家としては水木よりも2年先輩であり、すでに名声を博し自己の世界を確立していた。この期間中につげは『ねじ式』、『ゲンセンカン主人』、『紅い花』など代表作を発表した。呉によれば水木がアシスタントに求めたのは、アイデアのネタまでで、オチは必ず自分で考えていた。これはアイデアをもらえばそれを面白い作品に仕立てる自信があったからだという。しかし、どうしてもいいアイデアが出ないと「つげさん呼んできて」と言い出した。当時、つげ近くの中華料理屋の2階に下宿しており、池上が朝の5時ごろに私が呼びに行くと、寝ていて不機嫌ながら必ずやって来て、水木と2人でぼそぼそ話をして仕上げていた。つげはプロットを丁寧に書く手法で、水木とは性格も真逆で愚痴を言うこともあったが、内心尊敬していたという。水木作品の中にはつげがストーリーを考えたものや、水木が大まかに物語の構想を語り、登場人物たちのセリフはつげが考えたりしたものも多く、アシスタントの中でもそれを行ったのはつげだけだった。高野慎三があるとき、「どうしてそんなことができるんですか？」と聞いたところ、つげは「だって、僕は水木さんなんだから」と答えたという。戦記物の兵隊らのやり取りもつげが書いていた。
水木がこの頃、妖怪文化に熱中しはじめたきっかけについて、つげ義春が2019年にインタビューに答えているが（『つげ義春が語る 旅と隠遁』（筑摩書房）、P.318。元来は『妖怪 水木しげる画集』に収録）。水木プロでアシスタントをしていた1966年ごろ。つげが貸した「藤沢衛彦の民間信仰の研究書」に水木が大感激。以降、水木は妖怪文化に没入することになったという。
水木の作品の影響で、漫画、TV、映画の世界が一大妖怪ブームとなる。また民俗学での専門用語でもあった「妖怪」が、さらに広まる経緯ともなった。『週刊少年マガジン』で「大図解」を担当していた大伴昌司も水木の妖怪画に惚れ込み、何度も妖怪についての特集を組んでいる。1970年には連載が11誌に達し、他にテレビやイベントの仕事も引き受けるなど、時間に追われる日々を過ごした。
気侭な人生をモットーとする水木は、どんな状況でも睡眠時間だけは十分に取るが、この時期だけはほぼ徹夜続きで、目眩や耳鳴りの症状も出る程だった。プロダクション設立後は運営経費の捻出にも悩まされ、「漫画では大金持ちにはなれない」と痛感した。まもなく、軍隊時代の恩人で戦後は阪急電車の職員になった宮一郎元軍曹と26年振りに再会。そして二人で戦地を尋ねる旅行に出向く。再訪したニューブリテン島でトライ族の集落も訪れ、久しぶりに牧歌的な生活を見て自身のペースを失っていた事に気付き、帰国後仕事をセーブする。この時期に本人が最も思い出深いと語る戦記漫画『総員玉砕せよ!』を執筆する。
仕事を抑えた事に加えて初期のブームが一段落した1980年代初期には低迷期を迎え、夫人が「自分が働きに出ようか」と提案するほど経済的遣り繰りが厳しくなった。一時は水木も「妖怪なんていないんだ」と言い出すなど自暴自棄になって霊的世界への興味や創作意欲を失うが、次女の悦子が修学旅行で妖怪「目々連」を目撃し、水木は喜んで立ち直った。それから「鬼太郎」を筆頭に、それまで描いた妖怪漫画の度重なる映像化や再放送などで人気が復活し、世代を超えて知名度を得た。連載を減らした時からアシスタントには趣味でもあった妖怪絵巻の制作を手伝ってもらい、膨大な数の妖怪画を蓄積していたが、こうした妖怪に関する考察や資料も作品の再評価に繋がった。

鳥取県境港市「水木しげる氏顕彰碑」

### ブーム再燃後
ブーム再燃後は『のんのんばあとオレ』『コミック昭和史』など自らが描きたいと思う作品を選びながら執筆するようになり、個性派作家としての人気を確固たるものにした。1991年に紫綬褒章を、2003年に旭日小綬章をそれぞれ長年の漫画家としての活躍を讃えられて受章している。
水木の特異なキャラクターと昭和と戦後漫画の歴史を生きてきたその数奇な人生が知られるようになったことで、水木自身について興味を抱かれる機会も増えた。1993年、幼少期を過ごした出身地鳥取県境港市の町おこしに協力し、水木しげるロードの建設が開始され、2003年に水木しげる記念館の開館によって完成した。同地は鳥取県における観光名所として発展している。2010年、文化功労者に選出される。

### 晩年の活躍
90歳を超えてなお新作漫画やエッセイを発表し続けた。晩年の主な作品としては、長年の課題としていた出雲を描いた『水木しげるの古代出雲』、泉鏡花の生涯を漫画化した『水木しげるの泉鏡花伝』、最後の連載漫画となった『わたしの日々』、青年期に戦地まで持ち込んだ『ゲーテとの対話』のうち現代社会に活かせる内容を著した『ゲゲゲのゲーテ』などがある。
また、映像作品では『ゲゲゲの鬼太郎』の実写映画や貸本版『墓場鬼太郎』のテレビアニメなどが実現した。
2010年には、妻・布枝の著書『ゲゲゲの女房』がNHK連続テレビ小説としてテレビドラマ化、および映画化されるなど改めて水木の人生に注目が集まった。海外での評価も高まり、フランス・アングレーム国際漫画賞、米アイズナー賞などを受賞している。2011年、東日本大震災について考察した絵を描き、ニューヨーク・タイムズに掲載された。
2013年、自身初の全集となる『水木しげる漫画大全集』が講談社から刊行開始。同年には近況を綴った『わたしの日々』の雑誌連載を『ビッグコミック』誌で開始、90歳を超えて新連載を始めるのは異例の記録となる。
その後も、2015年4月より、93歳で『怪』に小泉八雲の原作に絵をつけた作品である『怪画談』の連載を開始（水木しげる+水木プロダクション名義）。同年12月発売の『怪 vol.0046』に発表された第3回が遺作となった。第4回からは水木プロダクション作品として連載が続けられ、2016年7月発売の『怪 vol.0048』に掲載された第5回で完結した。

### 死去

水木しげるの墓（当初は生前墓として建てられた）（2015年12月）

2015年11月11日、東京都調布市の自宅で転倒して頭部を強く打ち、都内の病院に入院した。頭部打撲による硬膜下血腫を治療する為に緊急手術を受け、入院中に頭部打撲は回復したものの、同年11月30日未明に容体が急変し、午前7時18分に多臓器不全のため入院先の東京都三鷹市の杏林大学医学部付属病院で死去した。93歳没。
通夜、葬儀・告別式は近親者のみで営まれた。翌年の1月31日には東京・青山葬儀所にて「お別れの会」が開かれ、親交のあった著名人や一般弔問者など約7800人が参列した。
祭壇は水木の短編漫画『丸い輪の世界』をイメージして作られ、周囲には鬼太郎や悪魔くんなどのイラストが並んだ。遺影の下には水木の故郷から見える山や海、左右には太平洋戦争時に出征したラバウルをイメージした花が配され、遺影の前には天皇(当時)からの祭粢料が飾られた。戒名は「大満院釋導茂（だいまんいんしゃくどうも）」。弔辞は野沢雅子、さいとう・たかを、松田哲夫らが読み上げた。

### 没後
2016年2月、アニメーション産業・文化の発展に寄与したことが称えられ、「東京アニメアワードフェスティバル2016」でアニメ功労部門を受賞。同月には水木の仕事場から未公開の日記が発見され、2017年1月のNHK『クローズアップ現代+』で特集が組まれた。
2016年、東京都調布市は命日の11月30日を「ゲゲゲ忌」と名付け、水木の功績を称えるイベントなどを毎年開催。鳥取県境港では記念品の配布などが行われている。
2017年3月、水木しげるの生涯を回顧する展覧会「追悼水木しげる ゲゲゲの人生展」が東京・松屋銀座で行われ、その後は全国を巡回する。
2018年4月から2020年3月にかけて、『ゲゲゲの鬼太郎』のテレビアニメ第6シリーズが放送。2018年7月には水木しげるロードがリニューアルオープンし、先の『ゲゲゲの鬼太郎』と合わせた記念イベントでは、妻・布枝ら家族も姿を見せた。
2020年の新型コロナウイルス感染症に関連して妖怪・アマビエが話題となり、水木の描いた妖怪画も大きな反響を呼んだ。
2022年7月8日、水木しげる生誕100周年を記念して、六本木ヒルズ展望台東京シティビューにて「水木しげるの妖怪 百鬼夜行展 ～お化けたちはこうして生まれた～」が開催された。
2025年4月6日、水木しげる没後10年を記念して『ゲゲゲの鬼太郎　私の愛した歴代ゲゲゲ』がフジテレビ系で放送され、鬼太郎にゆかりのある著名人が選んだ回を放送してる。

## 人物・エピソード

### 妖怪研究家として
1966年から『週刊少年サンデー』連載の「ふしぎなふしぎなふしぎな話」で妖怪画を発表し始める。やがて、『週刊少年マガジン』増刊の『日本妖怪大全』を経て、1970年に『水木しげる妖怪画集』を刊行。その後も「妖怪図鑑」の類を多数執筆している。これら、水木の描く妖怪画は漫画の域を超えた民俗学資料としての要素を持つ。
水木は妖怪を題材にするにあたり、柳田國男や井上円了らの先行研究や、古い文献や絵巻などから多くの伝承や妖怪画を蒐集している。鳥山石燕など古典の画が存在する場合は参考にして描き、「子泣き爺」「砂かけ婆」「ぬりかべ」「一反木綿」など文字や言い伝えの記録のみで古典の画が存在しないものは、水木によって初めて絵として描かれた。そのため文献記録や伝承上で存在しつつも「形」は水木がイメージ創造した妖怪も多数あり、それ以降の日本人が持つ「妖怪」イメージは、水木の作品から大きく影響を受けている。
大衆の中で失われていた多くの妖怪を救ったともされ、水木を妖怪文化の継承者と評す声も多い。一方、創作の可能性も指摘されている出典不詳の妖怪（樹木子など）も何体か描いている。また、2007年8月に、妖怪研究家の湯本豪一が保有する江戸時代の絵巻に描かれた「四角い犬のような妖怪」が、米国ブリガム・ヤング大学の図書館にあるものと符合され、「ぬりかべ」の絵と判明するなど、水木が絵として描いた時点では未発見で、当時は文字で名前や伝承しか記録が無いと判断されていた水木の創作以前の妖怪絵が、水木の執筆以降に新たに発見されている事例もある。1980年代には『水木しげるの妖怪事典』（正・続）、『水木しげるの世界妖怪事典』などを発表。
1992年に『カラー版 妖怪画談』を岩波新書から刊行して話題となり、日本の民間伝承上の妖怪への大衆の認知が一段と高まる。1998年からは、1600点以上の妖怪画を収録した『妖鬼化』シリーズが刊行された。
水木の周囲に妖怪好きの人々たちが集まってきたことから、1995年に世界妖怪協会を設立して会長となる。荒俣宏、京極夏彦、多田克己らが会員となり、「世界妖怪会議」が開催される。1997年からは、世界妖怪協会公認の妖怪マガジン『怪』（角川書店）が刊行開始。水木も漫画を執筆している。
それらの「妖怪好き」の人々たちや、ノンフィクション・ライターの大泉実成らと、アフリカ・マリ共和国のドゴン族、マレーシアの夢を自由に見られるセノイ族、オーストラリアのアボリジニ、メキシコのインディオたちの村、アメリカの先住民・ホピ族の村など、世界のあちこちに「冒険旅行」と称したフィールド・ワークに行き、各地のスピリチュアル文化に触れて「妖怪を感じて」いる。その際、祭りなどがあるとビデオ撮影や録音をして、自宅で何度も鑑賞している。旅先で購入した仮面なども蒐集しており、自宅などに展示している。
大泉実成『水木しげるの大冒険』によると、マレーシアのジャングルで、現地人に『日本妖怪大全』を見せたところ、「これは知っている」「これも知っている」と、猛烈な反応があった。それらの結果として水木は、「世界の妖怪は1000種類に集約される。世界各地の妖怪はほぼ共通している」という「妖怪千体説」を唱えるようになる。

### のんのんばあと水木
のんのんばあとは彼が子供の頃、武良家に手伝いに来ていた景山ふさという老婆のことである。当時の鳥取では神仏に仕える人を「のんのんさん」と言っていた。
景山ふさの素姓について、水木の母・琴江によると「（松江の）士族の娘。貧乏侍。…親父は足軽」という。
ふさは子供たちを集めてはお化けや妖怪や地獄の話をしてくれた。彼女の話す妖怪などの話に水木は強い影響を受け、後の水木漫画の原点となった。水木は「この小柄なおばあさんが私の生涯を決めたといっても過言ではない」と述べている。ふさは水木に“もうひとつの世界”を教えてくれたという。
ふさは水木が小学5年生の時に死去した。
幼少時代の彼は自分の名前を正確に発声できず「げげる」と言っていたため、「ゲゲ」があだ名となった。後に水木はそのあだ名が『ゲゲゲの鬼太郎』のタイトルの原点となったと語っている。『のんのんばあとオレ』には、幼少期の水木の様子が生き生きと描かれている。同作品はNHKで実写ドラマとなって放映された。
2015年9月に中四国のTBS系列局とBS-TBSで放送された特番『水木しげる93歳の探検記 〜妖怪と暮らした出雲国〜』では、ふさの出身地でもある島根県出雲地方を訪れた水木が荒俣宏と共に初めてのふさの墓参りを行った。同年11月に水木は死去したため、これが最初で最後の墓参であった。

### 戦争
戦争を主題とする作品も多く描いており、戦記マンガ『総員玉砕せよ!』は9割以上実体験であると語る。2007年（平成19年）8月12日にはNHKスペシャルの終戦記念日関連特番として『総員玉砕せよ!』を原作としたドラマ『鬼太郎が見た玉砕〜水木しげるの戦争〜』が放送された。
水木は戦中現地でマラリア熱で倒れ、衰弱による栄養失調状態に陥っていたところを現地住民に助けられたことがある。腕を失ってからも、彼らの助けで生活したという。そこでの彼への待遇は最上級のものであり、敗戦後、上官である砂原勝己軍医大尉に現地除隊を申し込むほどだった。砂原は2004年（平成16年）1月28日に逝去したが、1996年（平成8年）7月26日に放送された『驚きももの木20世紀』では晩年の砂原がニューギニアでの水木のことを詳しく語っており、非常に印象深い患者だったことが分かる。水木は彼らを指して「土人」と呼んでいる。近年では土人という用語は差別用語と見なされるようになっているが、水木はそれも承知の上で土と共に生きる人、大地の民という意味合いで親しみを込めて使用している。
また、貸本漫画家時代の一時期、戦記ものを集めた雑誌を主宰していたが、熱心な極わずかな購読者を別にすると売り上げはさほどでもなかった。その頃、『大空のサムライ』を出版したばかりの坂井三郎に「戦記ものは、勝った内容じゃないといけない（=売れない）」というアドバイスを貰った。しかし、開戦から暫く零戦を駆って敵戦闘機を撃墜する勝ち戦を続けガダルカナル島戦初日に重傷を負って実質そこで戦場生活が終わり、結果的に1944年以降のラバウルでの地獄の時期を経験することは無かった坂井に対し、1945年以降の圧倒的な武力の連合軍の前に敗戦への地獄道と化した戦場下を体験した水木とでは実体験が正反対だったが故に、水木にはそのような話を描くことは難しかった。それでも、アドバイスに従い、大戦前期の戦果を挙げた戦闘に取材した漫画も描いたが、題材が敗色濃厚になる末期に移るにつれ、アドバイス通りに売上は落ちていった。ほどなく、主宰していた雑誌は潰れた。
『総員玉砕せよ!』やインタビューに分かる通り、叩き上げの軍人であろうと死んでいった戦友を悼む態度を取っている。「近年自殺者が増えていることに対してどう思うか」との問いには「彼らは死ぬのが幸せなのだから（自分の好きで死ぬのだから）死なせてやればいい。どうして止めるんですか。彼ら（軍人達）は生きたくても生きられなかったんです。」と答えた。片腕を失ったことに対しては「私は片腕がなくても他人の3倍は仕事をしてきた。もし両腕があったら、他人の6倍は働けただろう」と語り、「左腕を失ったことを悲しいと思ったことはありますか」という問いには「思ったことはない。命を失うより片腕をなくしても生きている方が価値がある」と答えている。
2015年5月、水木が出征前に書いたとされる手記が発見され、文芸誌『新潮』2015年8月号に掲載された。

### 人柄・性格
- 晩年の一人称は「水木サン」だった。「私」や「僕」、「俺」または「小生」を使っていたこともある[注 4]。
- 子供の頃は自己紹介の折に「しげる」という名前が上手く発音できず「げげる」になってしまった事から「ゲゲ」と言われており、墓場鬼太郎がアニメ化の際に「ゲゲゲの鬼太郎」に変更されるきっかけになった[116][117]。
- 「胃が丈夫だった」と称し、幼少時から大食漢で「ズイダ」というあだ名（雲伯方言で「何でも食べる浅ましい者」という意味）で呼ばれていた[118]。90歳を過ぎても食欲は非常に旺盛で、特に病気もなく健康そのものだった。自身のツイッターでも食事や間食の様子がたびたび書かれていた[119][120]。数多い友人の中でも大食漢やよく太った人を喜び、荒俣宏とはよく一緒に旅行しては旅先でグルメを競い合っていた[121]。好物はすき焼き。
- 座談が面白いことで有名で、多忙な水木のために水木プロには「面談30分」という貼り紙があったが、実際には水木自身がそれを無視して来客と何時間も会話を楽しんでいたという。また、テレビ番組に出演したこともあったが、ダイナミックに左右に体を動かして話すため、テレビのフレームからはみ出して喋っていたこともあった[122]。
- 家を改築するのが好きで、気が向くままに自宅を改築した結果、トイレ5つ、風呂場3つ、階段5ヶ所の2階建て、しかも一部分は3階建てという迷路のような家になってしまったという[123][124]。また、『東西奇ッ怪紳士録』には「二笑亭主人」「フランスの妖怪城」（郵便配達夫シュヴァルの理想宮）の建築道楽の2篇が収録されている。
- 『ゲゲゲの鬼太郎』の主題歌そのままに朝寝を好んでいた。NHKの『あさイチ』で水木プロダクションから生中継が行われた際も、当初から妻の布枝だけが出演する約束になっており、水木本人は普段通り就寝していた。
- 水木自身、長生きの秘訣として普段から睡眠の重要性を説いており、自分はどんなに忙しくても1日10時間は寝ると語っていた。逆に、自分より年下の手塚治虫や石ノ森章太郎は徹夜ばかり続けていたために早死にしてしまった[注 5]と、手塚治虫文化賞の受賞スピーチで語っている[125]。また、水木と同じく長生き（94歳没）の漫画家として知られたやなせたかしも水木の意見に賛同している[126]。とはいえ、水木家はもともと父が88歳、母が94歳、兄が97歳、弟が96歳でそれぞれ没した、かなり長命な家系であったことも事実である。水木の93歳にせよ一種の事故死であり、前述の転倒事故がなければもっと長生きしていた可能性は高いと考えられる。
- 評論家の呉智英は、「ひょっとしたら、水木しげるの最高傑作は水木しげるかもしれない」と評した[127]。
- アシスタントであったつげ義春が水木に最後に会ったのは2009年から2010年頃で、場所は地元の神社であった。水木がいきなり「つまらんでしょ?」と話しかけたので、つげも「つまらんです」と相槌を打つと、「やっぱり!」と答えたという[128]。

### 執筆関係
- 自身を漫画のキャラとして登場させることが多いが、『コミック昭和史』のような自伝的作品を除いて、「左手はある」ように描かれている事が多い。また水木の自画像は「現在の顔」と比べると細長く描かれているが、実際に貸本漫画家時代の水木は貧しくて十分な食事が取れなかった事情もあり、やせて細い顔をしていた。
- 売れない貸本漫画家時代から、膨大な「絵についての資料」をスクラップ・ブックにしてコレクションしていた（貸本漫画家時代は100冊。晩年は300冊を超えるという）。また、「ハヤカワ・ミステリ」などの書籍も「ネタになる」と、多数購入していた。妖怪関連書も神保町の古本屋で、古いものまで集めていた。それを見た桜井昌一は、「この人は絶対、世に出る」と感じたという。また、長井勝一は「貧乏していても資料を丹念に集めるという点では、類のない人だった」と回想していた[129]。なお、若き時代の呉智英などが、その資料の整理を手伝った。
- 初期の作品には、海外の短編小説等からストーリーを転載したものもあったが、当時はまだ著作権に対する認識が浸透していなかった時代であり、特に問題とはならなかった[130]。ただし、1966年に朝日ソノラマから刊行された『猫又』に収録された短編「太郎稲荷」は、星新一作品「福の神」[131]とのストーリーの類似が指摘され、水木は盗作を認めて謝罪。朝日ソノラマが和解金を星に支払い、単行本『猫又』は「太郎稲荷」が削除された版が刊行された[132]。「太郎稲荷」は水木しげる漫画大全集の『「忍法秘話」掲載作品〔全〕』が2013年に刊行された際に、そのまま収録されてしまい、星新一の遺族からの抗議をうけ、第3刷から『原作・星新一「福の神」（新潮文庫刊『妖精配給会社』所収）』と作品内に表記することで対応した[133]。
- 水木作品では資料写真のみならず、国内外の絵画や彫像などの創作作品を模写したものが多数使用されている[134]。なお、『水木しげる漫画大全集』の出版にあたり、海外のものも含めて一つ一つ著作権者を探して許諾を得ていった[130]。
- ある日長女に「手塚治虫先生の漫画には夢がある。お父ちゃんの漫画には夢がない」と言われ「馬鹿野郎！俺は現実を書いているんだ！」と激昂したという[135][注 6]。
- 年下の手塚治虫にはライバル心を抱いており「屈折した思いもあった」と語る。それだけに、手塚治虫文化賞の内定を受諾した際、妻と二人の娘も「え？もらうの？」と驚いたという[136]。
- 美人画や色っぽい絵を描くのが苦手で、よく担当の編集者からダメ出しをされていた[137]。

### 境港市・調布市との関係

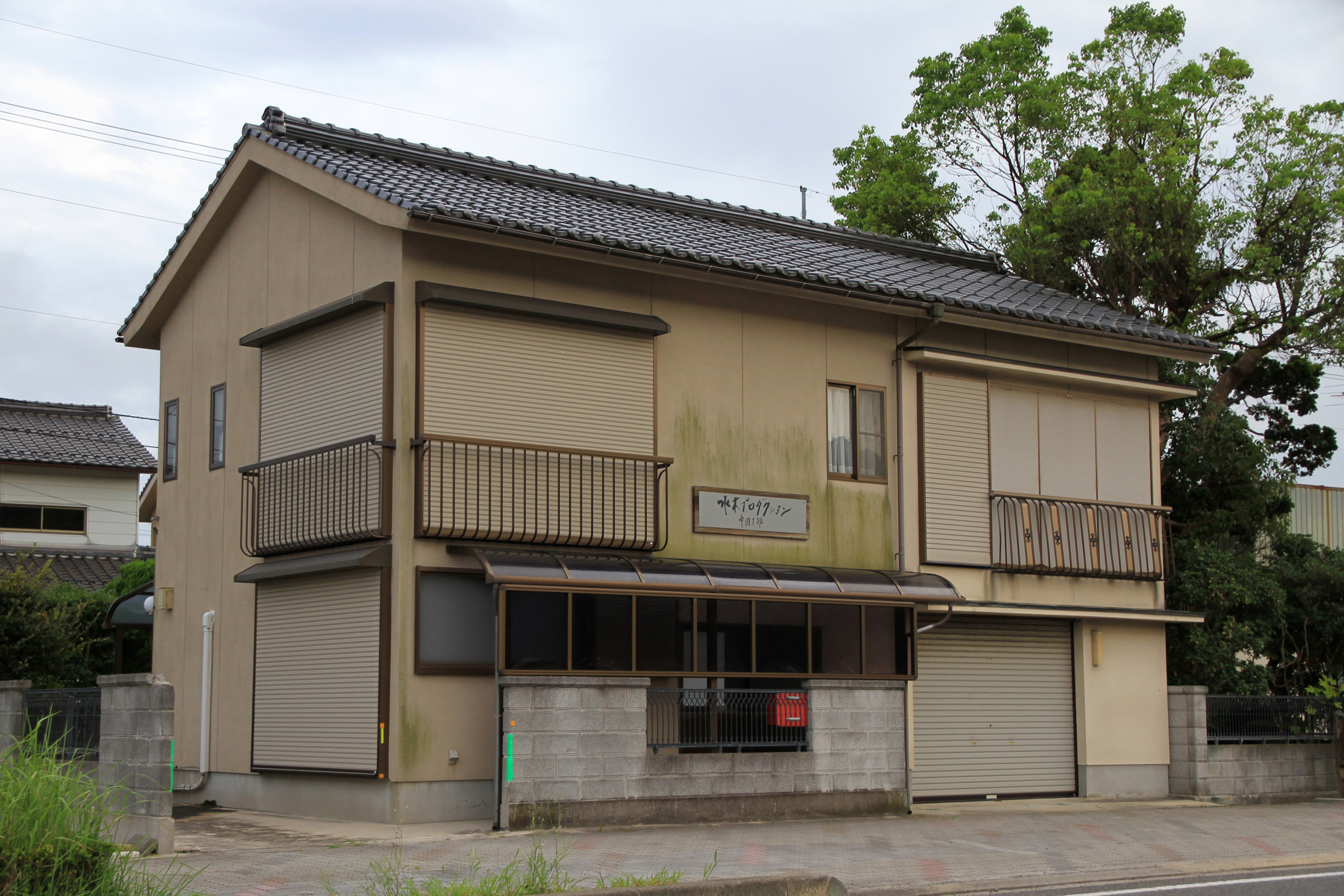
水木プロダクション中国支部（境港市入船町）

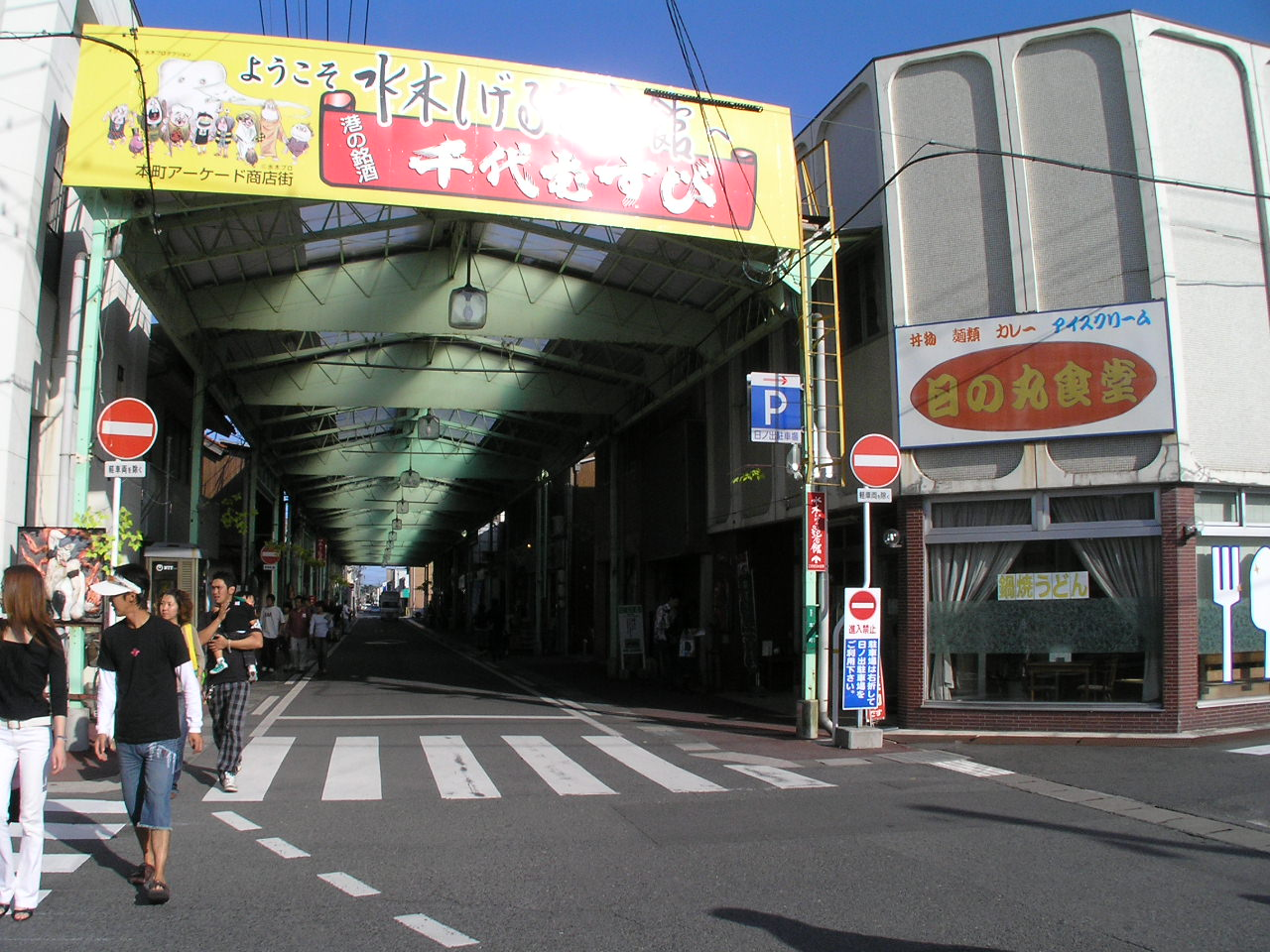
境港本町アーケード商店街

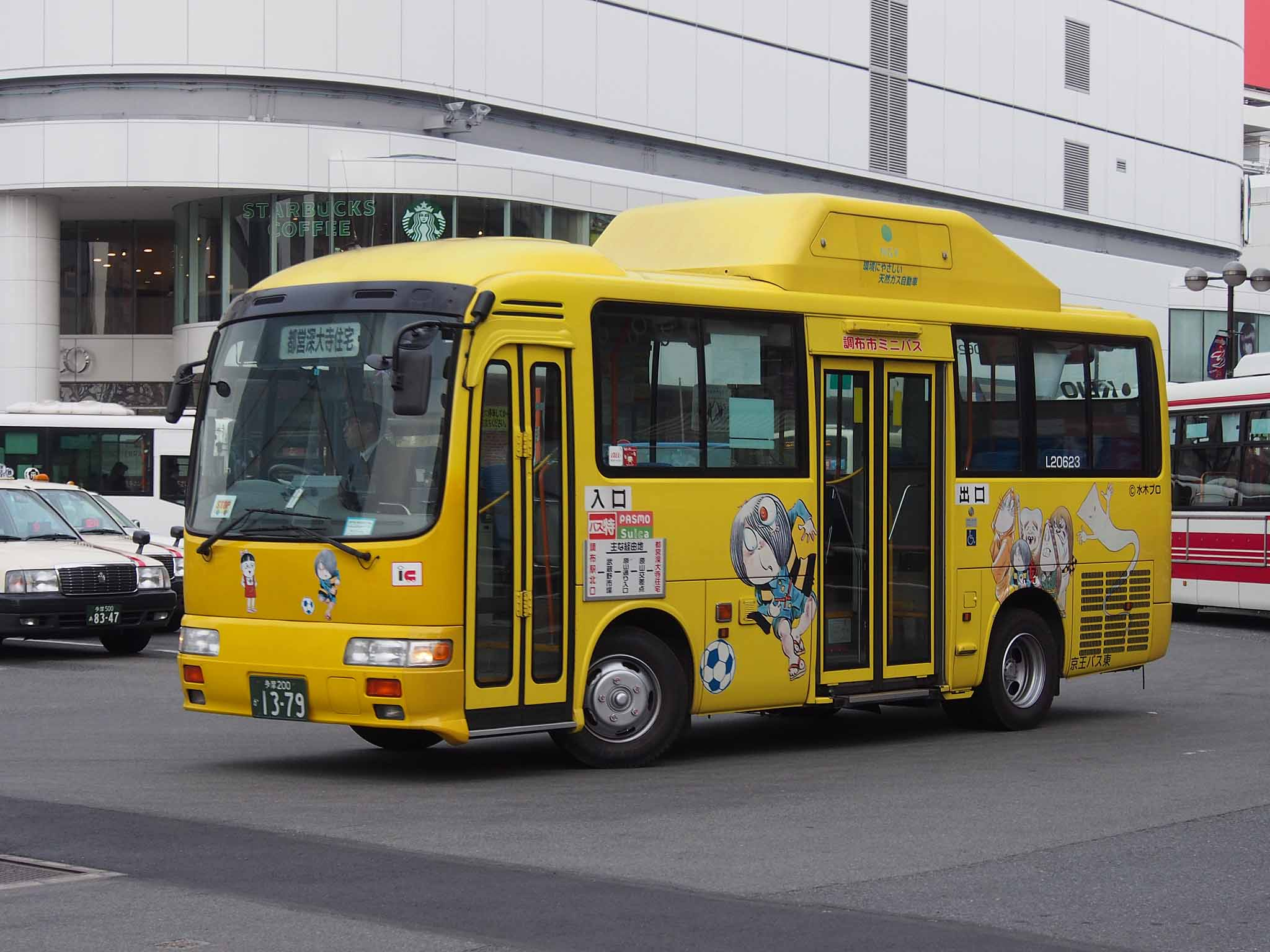
『ゲゲゲの鬼太郎』のキャラクターが描かれた、調布市ミニバス「鬼太郎バス」の車両（京王バス東・L20623）

境港市
故郷の鳥取県境港市に「水木しげるロード」がある。ロードに沿って妖怪オブジェが並び、水木ロード郵便局（既存局を改称）もある。なお、境港郵便局をはじめ市内7郵便局の風景印は全て鬼太郎らのキャラクターがデザインされている。
設置されていた86体の妖怪を100体にするために1体100万円としてスポンサーを募集し、2009年現在、合計120体となった。このオブジェの「目玉の親父」は度々盗難に遭うため現在は台座に固定されている。合わせて「水木しげる記念館」も開館している。また同市では世界妖怪協会による「世界妖怪会議」の第1回、第2回も開かれた。
米子駅と境港駅を結ぶJR境線では「鬼太郎列車」が運行されている。また、同線の沿線16駅には「ねずみ男駅」（米子駅）「鬼太郎駅」（境港駅）の他、全国各地の妖怪をモチーフにした愛称が付与されている。
境港市の観光協会による「第1回妖怪人気投票」で水木本人が3位になっている。
2007年3月22日、妖怪のブロンズ像が並ぶ「水木しげるロード」の振興に役立てて欲しいと水木プロダクションは境港市に2000万円を寄付した。水木プロは2004年にも200万円を市に寄付している。
調布市
水木が50年近く住んだ東京都調布市は、市を挙げて水木の顕彰に努めており、2008年に水木は名誉市民に選ばれた。調布市内の名誉市民となるのは本多嘉一郎に続き2例目。市内にある水木やその作品ゆかりの地を紹介する聖地巡礼マップを発行するなど、観光面での地域振興にもつなげている。
調布市は2016年に、水木の一周忌を前に命日の11月30日を「ゲゲゲ忌」とすることを決め、スタンプラリーなどの追悼事業を実施すると発表した。
調布駅南口にある「調布市文化会館たづくり」1階には、調布が登場する水木作品を紹介する「ゲゲゲギャラリー」が設けられている。
調布市のコミュニティバス「調布市ミニバス」には『ゲゲゲの鬼太郎』のキャラクターが車体に描かれ、愛称「鬼太郎バス」として3路線4ルートが運行されている。
『ゲゲゲの女房』がテレビドラマ化された2010年には、京王電鉄から調布市内の京王線5駅と京王バスの乗車券をセットにした「ゲゲゲ記念切符」も発売された
2003年10月には「深大寺そば」で有名な調布市深大寺の門前に「鬼太郎茶屋・深大寺店」が開店した。「妖怪舎」（株式会社きさらぎ、本社：鳥取県米子市）が経営している。（なお、元祖「鬼太郎茶屋」は境港の「水木しげるロード」内にあり、「妖怪舎」とは無関係。境港の「本店」店長は「鬼太郎音頭」の作詞者である。）
京王線調布駅北口の布多天神社参道にある「天神通り商店街」には、ゲゲゲの鬼太郎を始めとする代表的な妖怪のオブジェが並んでいる。商店街入り口の目印は街灯に腰掛けた鬼太郎である。
| 鬼太郎茶屋 |  | 天神通り商店街 |
| 鬼太郎茶屋 |  | 天神通り商店街 |

自宅近くの覚證寺には、鬼太郎などが彫刻された墓と、水木が描いた「二河白道図」が置かれている。

## 略年譜
- 1922年（大正11年）
  - 3月8日に大阪で生まれ、父の故郷である鳥取県境港市に移る。
- 1927年（昭和2年、5歳）
  - まかない婦の景山ふさ（のんのんばあ）に可愛がられ、妖怪の話に強い影響を受ける。
- 1929年（昭和10年、7歳）
  - 境尋常小学校（現・境港市立境小学校）に一年遅れて入学する。
- 1935年（昭和10年、13歳）
  - 境尋常小学校を卒業。境尋常小学校高等科（境尋常高等小学校）へ進学。
- 1937年（昭和12年、15歳）
  - 境尋常高等小学校卒業。石版印刷所や版画社に就職するが、すぐに解雇される[20]。
- 1938年（昭和13年、16歳）
  - 画家を志し、精華美術学院に入学。
- 1939年（昭和14年、17歳）
  - 新聞販売店に住み込みで配達の仕事を始める[149]。
- 1940年（昭和15年、18歳）
  - 日本鉱業学校採掘科に入学するが、半年で退学する。
- 1941年（昭和16年、19歳）
  - 日本大学付属大阪夜間中学（現・大阪学園大阪高等学校）に入学。
- 1943年（昭和18年、21歳）
  - 召集令状が届き、ニューブリテン島ラバウルへ出征。
- 1944年（昭和19年、22歳）
  - 爆撃により左腕を失う。
- 1945年（昭和20年、23歳）
  - ニューブリテン島ナマレの野戦病院で療養し、現地人のトライ族と親しくなる。
  - 終戦を迎え、トライ族との永住を望み現地除隊を申し出るが、説得され断念する。
- 1946年（昭和21年、24歳）
  - 復員し、神奈川の病院で治療を受ける。
- 1948年（昭和23年、26歳）
  - 武蔵野美術学校に入学。私生活では輪タク業や魚屋など職を転々とする。
- 1950年（昭和25年、28歳）
  - 神戸で「水木荘」と名付けたアパートの大家となり、副業として紙芝居制作も始める。
- 1951年（昭和26年、29歳）
  - 阪神画劇社の専属紙芝居作家となり、「水木しげる」のペンネームを使用し始める。
- 1953年（昭和28年、31歳）
  - 経営が行き詰まり「水木荘」を売却。
- 1957年（昭和32年、35歳）
  - 衰退した紙芝居業界に見切りをつけ、漫画家への転進を目指して上京。
- 1958年（昭和33年、36歳）
  - デビュー作『ロケットマン』を兎月書房から刊行。漫画家に転身する。
- 1959年（昭和34年、37歳）
  - 調布市に家を購入。
- 1960年（昭和35年、38歳）
  - 兎月書房の貸本誌『妖奇伝』にて、『墓場鬼太郎』シリーズを開始。
- 1961年（昭和36年、39歳）
  - 飯塚布枝と見合い結婚。
  - 兎月書房より､『河童の三平』を刊行開始。
- 1963年（昭和38年、41歳）
  - 東考社より､『悪魔くん』を刊行開始。
- 1964年（昭和39年、42歳）
  - 青林堂の『ガロ』で雑誌デビュー。
- 1965年（昭和40年、43歳）
  - 講談社の『別冊少年マガジン』でメジャー出版社デビュー。
  - 『テレビくん』で講談社児童漫画賞受賞。
  - 『週刊少年マガジン』で『墓場の鬼太郎』の掲載が開始。
- 1966年（昭和41年、44歳）
  - 水木プロダクション設立。
  - 『悪魔くん』が実写テレビドラマ化。
- 1968年（昭和43年、46歳）
  - 『墓場の鬼太郎』を『ゲゲゲの鬼太郎』に改名し、初のテレビアニメ化。
- 1971年（昭和46年、49歳）
  - 『ゲゲゲの鬼太郎』が2度目のアニメ化。
  - 26年ぶりにニューブリテン島ナマレを訪れ、トライ族と再会。以降、何度も同地を訪れるようになる。
- 1973年（昭和48年、51歳）
  - 実体験を描いた戦記漫画『総員玉砕せよ!』を講談社から刊行。
- 1977年（昭和52年、55歳）
  - 自伝エッセイ『のんのんばあとオレ』を筑摩書房から刊行。
- 1985年（昭和60年、63歳）
  - 『ゲゲゲの鬼太郎』が3度目のアニメ化。
- 1989年（平成元年、67歳）
  - 『悪魔くん』がアニメ化。
  - 『コミック昭和史』で講談社漫画賞受賞。
- 1991年（平成3年、69歳）
  - 紫綬褒章受章。
  - 『のんのんばあとオレ』がNHKでテレビドラマ化され、翌年には続編が放送。
- 1992年（平成4年、70歳）
  - 『カラー版 妖怪画談』を岩波新書から刊行。
- 1993年（平成5年、71歳）
  - 生まれ故郷、鳥取県境港市に「水木しげるロード」がオープン。
- 1995年（平成7年、73歳）
  - 世界妖怪協会を設立。会員は、荒俣宏、京極夏彦、多田克己ら。
- 1996年（平成8年、74歳）
  - 『ゲゲゲの鬼太郎』が4度目のアニメ化。
  - 境港市で世界妖怪協会主催の「世界妖怪会議」が開催される。
- 1997年（平成9年、75歳）
  - 世界妖怪協会公認の妖怪マガジン『怪』が角川書店から刊行開始。
- 1998年（平成10年、76歳）
  - 作画活動50周年を記念して、『水木しげる妖怪原画集 妖鬼化（むじゃら）』全8巻を翌年に掛けて刊行。
- 2003年（平成15年、81歳）
  - 境港市に「水木しげる記念館」開館。
- 2004年（平成16年、82歳）
  - 荒俣宏・京極夏彦プロデュースによる「大（Oh!）水木しげる展」が鳥取県立博物館で開幕。以後、2006年まで全国巡回。
- 2005年（平成17年、83歳）
  - 水木しげる、荒俣宏、京極夏彦、宮部みゆき共同原案の映画『妖怪大戦争』が公開。
- 2007年（平成19年、85歳）
  - 『ゲゲゲの鬼太郎』が5度目のアニメ化。
  - 松竹により『ゲゲゲの鬼太郎』が初の実写映画化。
  - 『総員玉砕せよ!』が『鬼太郎が見た玉砕 〜水木しげるの戦争〜』のタイトルでテレビドラマ化。
- 2008年（平成20年、86歳）
  - アニメ版鬼太郎生誕40周年。貸本版の『墓場鬼太郎』が初のアニメ化。
  - 実写映画版2作目となる『ゲゲゲの鬼太郎 千年呪い歌』（松竹）が公開。
- 2010年（平成22年、88歳）
  - 妻の布枝の著書『ゲゲゲの女房』がドラマ化および映画化。
- 2013年（平成25年、91歳）
  - 『水木しげる漫画大全集』（講談社）刊行開始。
- 2015年（平成27年、93歳）
  - 多臓器不全のため死去。
- 2018年（平成30年）
  - 『水木しげる漫画大全集』（講談社）が、別巻・補巻含め全113巻で完結。
  - 『ゲゲゲの鬼太郎』が6度目のアニメ化。
  - 水木しげるロードが大規模リニューアル。

## 別名義
貸本時代の水木は、出版社や作品などによって複数の名義を使い分けていた。特に自身が編集を任されていた貸本誌では、多数の作家が執筆しているように見せるため、1冊の中で複数の作品を別名義で書き分けていた。
以下は、名義の一覧と簡単な使用歴など。
東真一郎
西宮時代に階下を貸していた歯科医の名前「東」と、兄の長男の名前「真一郎」を合わせた名前。兎月書房以外の出版社で多数使用。
むらもてつ
少年時代に名乗っていた雅号から付けた名前。戦記漫画で使用。
関谷すすむ
短編漫画、読み物、イラストなどで多数使用。
武良茂、武良しげる
水木の本名。短編漫画、読み物、イラストなどで多数使用。
米替富夫
貸本時代のアシスタントの名前をいじったもの。短編漫画で使用。
戦記屋三平
戦記読み物やイラストで使用。
なんでも屋三平
科学読み物やイラストで使用。
萩原治、堀田弘
出版社が勝手に付けた名前。時代劇漫画で使用。
猿飛佐一
忍者読み物やイラストで使用。
武取いさむ
出版社が勝手に付けた名前。戦記漫画で使用。
水木洋子
少女漫画で使用。同名の脚本家とは無関係。

## 受賞・栄典
- 1965年 『テレビくん』で第6回講談社児童漫画賞
- 1989年 『コミック昭和史』で第13回講談社漫画賞一般部門
- 1991年
  - NHK鳥取放送局製作『のんのんばあとオレ』で平成3年度文化庁芸術作品賞
  - 紫綬褒章 - 南方熊楠が昭和天皇に「ご進講」をした際と同じ、「モーニングとシルクハット」姿で授賞式に臨んだ。
- 1996年 「『ゲゲゲの鬼太郎』他一連の妖怪漫画」に対して第25回日本漫画家協会賞文部大臣賞
- 1998年
  - 第37回児童文化功労賞[152]
  - 第29回星雲賞アート部門
- 2003年
  - 第7回手塚治虫文化賞特別賞
  - 旭日小綬章[153]
- 2005年 織部賞グランプリ
- 2007年 Non Non Bâ（『のんのんばあとオレ』仏訳）で第34回アングレーム国際バンド・デシネ・フェスティバル オフィシャル2007 最優秀コミック賞。日本人が同賞を受賞するのは初。
- 2008年 調布市名誉市民
- 2009年
  - 2008年度朝日賞[154]
  - Opération Mort（『総員玉砕せよ!』仏訳）で第36回アングレーム国際バンド・デシネ・フェスティバル 遺産賞
- 2010年
  - 鳥取県名誉県民[155]
  - 文化功労者[156]
- 2011年 東京都名誉都民[157]
- 2012年 Onward Towards Our Noble Deaths（『総員玉砕せよ!』英訳）で2012年度アイズナー賞最優秀アジア作品賞
- 2015年 Showa A History of Japan（『コミック昭和史』英訳）で2015年度アイズナー賞最優秀アジア作品賞
- 2016年 東京アニメアワードフェスティバル2016 アニメ功労部門
- 2025年 アイズナー賞 殿堂入り[158]

## 作品

### 代表作

#### ゲゲゲの鬼太郎
- 墓場鬼太郎（1960年 - 1964年、兎月書房 - 貸本漫画）
- 墓場の鬼太郎（1965年 - 1967年、週刊少年マガジン）
- 鬼太郎夜話（1967年 - 1969年、月刊漫画ガロ）
- ゲゲゲの鬼太郎（1967年 - 1969年、週刊少年マガジン）
- 鬼太郎のベトナム戦記（1968年、月刊宝石）
- ゲゲゲの鬼太郎（1971年、週刊少年サンデー）
- 鬼太郎とねずみ男（1973年、いんなあとりっぷ）
- 死神大戦記（1974年、学研劇画文庫）
- 鬼太郎の世界お化け旅行（1976年、少年アクション）
- 続ゲゲゲの鬼太郎（1977年、週刊実話）
- ゲゲゲの鬼太郎挑戦シリーズ（1977年、週刊漫画サンデー）
- 新ゲゲゲの鬼太郎 スポーツ狂時代（1978年、週刊実話）
- 新ゲゲゲの鬼太郎（1978年、週刊実話）
- 大ボラ鬼太郎（1980年、DONDON）
- 雪姫ちゃんとゲゲゲの鬼太郎（1980年 - 1981年、月刊少年ポピー）
- 最新版ゲゲゲの鬼太郎（1985年 - 1987年、コミックボンボン）
- 新編ゲゲゲの鬼太郎（1986年 - 1987年、週刊少年マガジン）
- ゲゲゲの鬼太郎 鬼太郎地獄編（1987年、月刊少年マガジン）
- 鬼太郎国盗り物語（1990年 - 1993年、コミックボンボン）
- 鬼太郎霊団（1996年・1997年、ビッグゴールド、漫画サンデー）

#### 河童の三平
- 河童の三平（1961年 - 1962年、兎月書房 - 貸本漫画）
- カッパの三平（1966年、月刊ぼくら）
- 河童の三平（1968年 - 1969年、週刊少年サンデー）
- カッパの三平（1993年 - 1994年、小学一年生）

#### 悪魔くん
- 悪魔くん（1963年 - 1964年、東考社 - 貸本漫画）
- 悪魔くん（1966年 - 1967年、週刊少年マガジン）
- 悪魔くん復活 千年王国（1970年、週刊少年ジャンプ）
- 悪魔くん 世紀末大戦（1987年 - 1988年、コミックBE!）
- 最新版悪魔くん（1988年 - 1990年、コミックボンボン）
- ノストラダムス大予言（1993年・1994年、辰巳出版）

### 貸本漫画
シリーズ物や、長編作品を中心に記載。
- ロケットマン（1958年、兎月書房） - 漫画デビュー作。
- 戦場の誓い（1958年、兎月書房）
- 怪奇猫娘（1958年、緑書房）
- 0号作戦（1958年、緑書房）
- プラスチックマン（1958年、綱島出版社）
- スポーツマン宮本武蔵（1958年、綱島出版社）
- 怪獣ラバン（1958年、暁星書房）
- 地獄の水（1958年、暁星書房）
- 恐怖の遊星魔人（1958年、暁星書房）
- 暁の突入（1958年、兎月書房）
- 空中爆雷（1958年、兎月書房）
- 水木しげる作戦シリーズ（1959年 - 1960年、兎月書房）
- 水木しげる秘話シリーズ（1959年 - 1960年、兎月書房）
- 鬼軍曹シリーズ（1959年 - 1960年、兎月書房）
- ベビーZシリーズ（1960年、兎月書房）
- 墓場鬼太郎シリーズ（1960年 - 1964年、兎月書房・三洋社・東考社・佐藤プロ）
- 壮絶!特攻（1961年、曙出版）
- 駆逐艦魂（1961年、曙出版）
- 零戦総攻撃（1961年、曙出版）
- 墓の町（1961年、曙出版）
- 河童の三平（1961年 - 1962年、兎月書房）
- 怪奇鮮血の目（1961年、曙出版）
- 化烏（1961年、いずみ出版）
- 人魂を飼う男（1962年、曙出版）
- 墓をほる男（1962年、曙出版）
- 地底の足音（1962年、曙出版）
- 鈴の音（1962年、やなぎプロ）
- 火星年代記（1962年、やなぎプロ）
- 妖棋死人帳（1962年、セントラル文庫）
- 呪いの谷（1963年、全漫プロダクション）
- 怪談 嘆き川（1963年、セントラル文庫）
- 花の流れ星（1963年、セントラル文庫）
- 怪談 幻行燈（1963年、セントラル文庫）
- 悪魔くん（1963年 - 1964年、東考社）
- 怪談 かえり船（1964年、東考社）
- 怪談 夜の草笛（1964年、東考社）
- 深雪物語（1964年、東考社）
- 地獄流し（1964年、東考社）
- 古墳大秘記（1964年、東考社）
- 猫姫様（1965年、東考社）
- 呪われた村（1965年、東考社）
- 青葉の笛（1965年、東京・日の丸文庫）
- ゴマスリ二等兵（1965年、東京・日の丸文庫）
- 地獄（1965年、佐藤プロ）

### 連載漫画
『ゲゲゲの鬼太郎』、『河童の三平』、『悪魔くん』は前述。
- 新講談 宮本武蔵（1965年、ガロ）
- 子供の国（1965年、ガロ）
- なまけの与太郎（1966年、中一コース）
- 日本の民話（1967年 - 1969年、漫画アクション）
- 世界怪奇シリーズ（1968年、ビッグコミック）
- 妖怪百物語（1968年、週刊少年キング）
- サラリーマン死神（1968年 - 1969年、ビッグコミック）
- 水木氏のメルヘン（1969年 - 1970年、ビッグコミック）
- 河童千一夜（1969年 - 1970年、漫画アクション）
- 現代妖怪譚（1969年、小説エース）
- SILENT SHOCK（1970年、現代コミック）
- 妖怪水車（1970年、週刊ぼくらマガジン）
- コロポックルの枕（1970年、週刊プレイボーイ）
- コケカキイキイ（1970年、週刊漫画サンデー）
- 怪奇幻想旅行（1970年 - 1971年、漫画アクション）
- 星をつかみそこねる男（1970年 - 1972年、ガロ）
- コケカキイキイ外伝（1970年 - 1971年、週刊漫画サンデー）
- 東スポまんが展（1971年 - 1972年、東京スポーツ） - 4コマ漫画
- 野坂昭如原作 異色文芸シリーズ（1971年、漫画アクション）
- 劇画ヒットラー（1971年、週刊漫画サンデー）
- 公害戯評（1971年 - 1973年、公害新報） - 1コマ漫画
- 新・春雨物語（1973年、潮）
- 新・雨月物語（1973年、潮）
- 魔女モンロー（1973年、コミック&コミック）
- フーシギくん（1974年、テレビマガジン）
- のんのんばあ（1975年 - 1976年、週刊少年チャンピオン）
- 縄文少年ヨギ（1976年、週刊パワァコミック）
- 水木しげるの妖怪めぐり（1977年、どっかんV）
- 水木しげるの幻想劇画（1977年 - 1978年、DONDON）
- ぽけっとまん（1978年、週刊少年キング）
- 沖田総司（1978年 - 1979年、週刊実話）
- おばけのムーラちゃん（1979年、テレビマガジン）
- 猫楠（1991年 - 1992年、ミスターマガジン）
- 妖怪博士の朝食
  - 不思議シリーズ（1992年 - 1993年、ビッグゴールド）
  - 妖怪変化シリーズ（1993年 - 1995年、ビッグゴールド）
- ようかい百ものがたり（1994年、小学一年生）
- 東西奇ッ怪紳士録（1996年 - 1997年、ビッグゴールド）
- 神秘家列伝（1997年 - 2004年、怪）
- 木槌の誘い（1998年 - 1999年、ビッグゴールド）
- カランコロン漂泊記（1999年、ビッグコミック）※活字エッセイは97年から
- 妖怪大戦争（2004年 - 2005年、怪）
- 神秘家 水木しげる伝（2006年 - 2007年、怪）
- 水木しげるの異界旅行記（2008年 - 2009年、怪）
- 水木しげるの遠野物語（2008年 - 2009年、ビッグコミック）
- ゲゲゲの不思議草子（2010年 - 2012年、怪）
- ゲゲゲの家計簿（2011年 - 2012年、ビッグコミック）
- 水木しげるの日本霊異記（2012年 - 2014年、怪）
- わたしの日々（2014年 - 2015年、ビッグコミック）

### 長編描き下ろし漫画
- 総員玉砕せよ!（1973年、講談社）
- 東海道四谷怪談（1974年、学研劇画文庫 - 日本の妖異）
- 死神大戦記（1974年、学研劇画文庫 - 日本の妖異）
- 耳なし芳一（1975年、学研劇画文庫 - 日本の妖異）
- コミック昭和史 全8巻（1988年 - 1989年、講談社）
- のんのんばあとオレ 全2巻（1992年、講談社）
- ノストラダムス大予言 全2巻（1993年・1994年、辰巳出版）
- 今昔物語 全2巻（1995年・1996年、中央公論社 - マンガ日本の古典）
- ボクの一生はゲゲゲの楽園だ 全6巻（2001年、講談社）
  - （改題）完全版 水木しげる伝 全3巻（2004年、講談社漫画文庫）
- 水木しげるの古代出雲（2012年、角川書店）
- 方丈記（2013年、小学館 - マンガ古典文学）
- 水木しげるの泉鏡花伝（2015年、小学館）

### 短編読み切り漫画
- 不老不死の術（1964年、ガロ）
- 勲章（1964年、ガロ）
- ねこ忍（1964年、ガロ）
- 神変方丈記（1965年、ガロ）
- 幸福の甘き香り（1965年、ガロ）
- テレビくん（1965年、別冊少年マガジン）
- はかない夢（1965年、ガロ）
- マンモスフラワー（1965年、ガロ）
- 宇宙虫（1965年、別冊少年キング）
- 福の神（1965年、ガロ）
- 怪物マチコミ（1966年、漫画天国）
- 河童（1966年、少年サンデー増刊） - 貸本版のリメイク
- 猫又（1966年、週刊少年キング） - 貸本版のリメイク
- 未来をのぞく男（1966年、ガロ）
- 古道具屋の怪（1966年、週刊漫画サンデー）
- 丸い輪の世界（1966年、ガロ）
- 合格（1966年、文春漫画読本）
- 釣り落とした魚（1966年、漫画娯楽読本）
- 錬金術（1967年、ガロ）
- 「幸福」という名の怪物（1967年、週刊アサヒ芸能増刊）
- 最初の米・よみのくに（1967年、週刊少年サンデー）
- 星をあやつる男（1969年、サンデー毎日）
- 化木人のなぞ（1969年、週刊少年キング）
- 原始さん（1969年、文春漫画読本）
- 一番病（1969年、ビッグコミック）
- 終電車の女（1970年、週刊女性）
- 敗走記（1970年、別冊少年マガジン）
- ベーレンホイターの女（1970年、漫画アクション）
- 糞神島（1971年、漫画アクション）
- 偶然の神秘（1971年、COM）
- ヘンラヘラヘラ（1971年、希望の友）
- 血太郎奇談（1972年、希望の友）
- 不思議な手帖（1973年、コミックミステリー）
- 姑娘（1973年、リイドコミック増刊）
- 突撃！悪魔くん（1973年、月刊少年ジャンプ）
- 快傑くまくす（1973年、週刊漫画サンデー）
- 落第王（1974年、週刊漫画サンデー）
- 漫画狂の詩-池上遼一伝-（1975年、週刊少年サンデー増刊号）
- 死神マボロシちゃん（1976年、マンガ少年）
- キンドコング（1977年、週刊パワァコミック）
- 花町ケンカ大将（1978年、週刊少年キング）
- 地獄と天国（1979年、月刊少年ワールド）
- レーモン河畔（1980年、ビッグゴールド）

他、多数。

### 著作

#### エッセイ
- 娘に語るお父さんの戦記 小さな天国の話（1975年、河出書房新社 / 2022年、河出文庫）
  - （改題）娘に語るお父さんの戦記（1982年、河出文庫 / 1985年、河出書房新社）
  - （改題）水木しげるの 娘に語るお父さんの戦記（1995年、河出文庫）
  - （改題）娘に語るお父さんの戦記 南の島の戦争の話（1999年、社会批評社）
- のんのんばあとオレ（1977年、筑摩書房・「ちくま少年図書館」 / 1990年、ちくま文庫）
- ほんまにオレはアホやろか（1978年、ポプラ社 / 2002年、新潮文庫 / 2004年、ポプラ社・「私の生き方文庫」 / 2010年、ポプラ社・新装版 / 2016年、講談社文庫）
- 水木しげるの不思議旅行（1978年、サンケイ出版） - 1977年から1978年にかけて『月刊小説』で連載。
  - （改題）不思議旅行 (1984年、中公文庫)
  - （改題）怪感旅行（2001年、中公文庫）
  - 水木しげるの不思議旅行（2016年、中公文庫）
- ねぼけ人生（1982年、筑摩書房 / 1999年、ちくま文庫）
- 妖怪天国（1992年、筑摩書房 / 1996年、ちくま文庫）
- 水木しげるのラバウル戦記（1994年、筑摩書房 / 1997年、ちくま文庫）
- トペトロとの50年（1995年、扶桑社）
  - （改題）ラバウル従軍後記 トペトロとの50年 (2002年、中公文庫）
- 水木しげるのカランコロン（1995年、作品社）
  - （分冊・改題）妖怪になりたい（2003年、河出文庫）
  - （分冊・改題）なまけものになりたい（2003年、河出文庫）
- カランコロン漂泊記（2000年、小学館文庫 / 2010年、小学館・新装版） - 1997年、1999年に『ビッグコミック』で連載。
- 生まれたときから「妖怪」だった（2002年、講談社 / 2005年、講談社+α文庫）
- 水木サンの幸福論（2004年、日本経済新聞社 / 2007年、角川文庫） - 2003年に『私の履歴書』（日本経済新聞）で連載。
- 水木しげるのんのん人生 ぼくはこんなふうに生きてきた（2004年、大和書房）
- 本日の水木サン 思わず心がゆるむ名言366日（2005年、草思社） - 大泉実成・編の名言集。
  - （改題）水木サンの迷言366日 (2010年、幻冬舎文庫)
- 水木しげる 人生をいじくり回してはいけない（2010年、日本図書センター・「人生のエッセイ」） - 再録エッセイ・インタビュー集。
  - （改題）人生をいじくり回してはいけない（2015年、ちくま文庫）
- ちゃんと食えば、幸せになる 水木三兄弟の日々是元気（2012年、保健同人社）
  - （再構成・改題）よく食べ、よく寝て、よく生きる 水木三兄弟の教え（2016年、文春文庫）
- 戦争と読書 水木しげる出征前手記（2015年、角川新書） - 荒俣宏との共著。
- ゲゲゲのゲーテ（2015年、双葉新書）
- 水木サンと妖怪たち 見えないけれど、そこにいる（2016年、筑摩書房）

#### 画集・図鑑
- 水木しげる妖怪画集（1970年、朝日ソノラマ）
  - 水木しげる妖怪画集 改訂版（1985年、朝日ソノラマ）
  - 水木しげる妖怪画集 愛蔵復刻版（2017年、復刊ドットコム）
- 妖怪なんでも入門（1974年、小学館）
  - （改題）水木しげる 妖怪大百科（2004年、小学館）
- 東西妖怪図絵（1975年、読売新聞社）
  - 東西妖怪図絵 愛蔵復刻版（2017年、復刊ドットコム）
- 水木しげるの妖怪事典（1981年、東京堂出版）
- 水木しげるのあの世の事典（1983年、東京堂出版）
- 水木しげるの続・妖怪事典（1984年、東京堂出版）
- 水木しげるの世界妖怪事典（1985年、東京堂出版）
- 妖怪世界編入門（小学館 1986年）
- 水木しげるの中国妖怪事典（1990年、東京堂出版）
- 水木しげるの続・世界妖怪事典（2000年、東京堂出版）
- 日本妖怪大全（1991年、講談社）
  - 図説 日本妖怪大全（1994年、講談社+α文庫）
- 続・日本妖怪大全（1994年、講談社）
  - 図説 日本妖怪大鑑（2007年、講談社+α文庫）
- 決定版 日本妖怪大全 妖怪・あの世・神様（2014年、講談社）
- 妖怪画談（1992年、岩波新書）
- 続 妖怪画談（1993年、岩波新書）
  - 愛蔵版 妖怪画談（2002年、岩波書店） - 上記、妖怪画談2冊を再編集したもの。
- 幽霊画談（1994年、岩波新書）
- 水木しげるの憑物百怪（1995年、学習研究社） - 1991年から1995年に掛けて『月刊ムー』で連載。
  - 水木しげるの憑物百怪 上・下（2005年、小学館文庫）
  - 愛蔵版 水木しげるの憑物百怪（2016年、学研プラス）
- 妖精画談（1996年、岩波新書）
- 妖鬼化（むじゃら） 全8巻（1998年 - 1999年、Softgarage）
  - 妖鬼化（むじゃら） 全6巻（2003年 - 2004年）
  - 妖鬼化（ムジャラ）完全版 全12巻（2008年 - 2010年）
- 水木しげる 妖怪道五十三次（2003年、やのまん）
- 水木しげるの日本全国神様百怪（2010年、小学館）
- 妖怪 水木しげる画集（2019年、講談社）

#### 絵本
- のんのんばあ カッパの水（1975年、文研出版）
- のんのんばあ おばけどろぼう（1976年、文研出版）
- 水木しげるのおばけ学校 全12巻（1980年 - 1983年、ポプラ社）
- ゲゲゲの鬼太郎おばけのくに 全8巻（1987年 - 1988年、ポプラ社）
- 絵巻えほん 妖怪の森（1995年、こぐま社）
- 絵巻えほん ゲゲゲの鬼太郎 妖怪島へ（1996年、こぐま社）
- 水木しげるのふしぎ妖怪ばなし 全8巻（2007年 - 2009年、メディアファクトリー）
- 水木少年とのんのんばあの地獄めぐり（2013年、マガジンハウス）
- 水木しげるの妖怪なぞなぞめくり 家の中の巻（2015年、こぐま社）
- 水木しげるの妖怪なぞなぞめくり 山里の巻（2015年、こぐま社）

#### 監修
- 妖かしの宴 わらべ唄の呪い（1999年、PHP研究所）
- ゲゲゲの鬼太郎 謎全史（2002年、JTB 、著：村上健司、佐々木卓）
- こんなに楽しい！妖怪の町（2006年、実業之日本社、著：五十嵐佳子）

### 作詞
- 「悪魔くん」- 山下毅雄の作曲、ボーカル・ショップの歌唱。
- 「ゲゲゲの鬼太郎」（主題歌） - いずみたくの作曲で、熊倉一雄が歌唱した。
- 「カランコロンの歌」（ゲゲゲの鬼太郎 第1期・第2期のエンディングテーマ） - いずみたくの作曲で、加藤みどり＆ひばり児童合唱団が歌唱した。

### 論文
- 国立情報学研究所収録論文 国立情報学研究所

### ゲーム
「ゲゲゲの鬼太郎」関連作品についてはゲゲゲの鬼太郎#ゲームを、「悪魔くん」関連作品については悪魔くん#ゲームを参照。
- 水木しげるの妖怪百鬼夜行（1995年、ケイエスエス、スーパーファミコン）
- 水木しげるの妖怪武闘伝（1997年、ケイエスエス、PlayStation）
- 水木しげるの妖怪図鑑 総集編（1998年、講談社、セガサターン）
- グルーヴ地獄V (1998年、ソニー・ミュージックエンタテインメント、PlayStation)
- 水木しげるの妖怪写真館（1999年、SNK、ネオジオポケットカラー）
- 妖怪花あそび（2001年、アンバランス、PlayStation）
- 水木しげるの新・妖怪伝（2001年、プライムシステム、ゲームボーイ）
- 四八（仮）（2007年、バンプレスト、PlayStation 2） - シナリオ提供

### その他
- 映画『平成狸合戦ぽんぽこ』（1994年、高畑勲監督） - 井上ひさしらとともに資料提供などに協力しておりエンドロールの「協力」にクレジットされている。この映画に登場する水木先生のモチーフともなっている。
- 『てれび絵本 えほん寄席 死神』（NHK教育） - アニメーションの原画を担当。死神のデザインは「サラリーマン死神」のものと酷似。落語家のデザインはねずみ男に似ている。目玉おやじもゲスト出演。

## 出演・関連作品

### 出演

#### テレビ番組（出演）
- 新世界紀行（TBS、1988年8月、1989年6月4日）
- ETV8「妖怪たちはどこへ行った 〜水木しげるのねぼけ人生」（NHK、1989年5月4日）
- 妖怪博士水木しげるの夢探検シリーズ（テレビ東京、1990年：日本編、1991年：台湾編、1992年：タイ･スリランカ編）
- 世界・わが心の旅 パプアニューギニア 精霊がうたう森（NHK BS2、1996年1月20日）
- いのちの響（TBS、1998年7月5日）
- いつみても波瀾万丈（日本テレビ、2000年1月30日）
- たけしの誰でもピカソ（テレビ東京、2004年7月30日、2008年10月24日）
- グレートマザー物語「水木しげるの母・琴江〜神様になった鬼太郎」（テレビ朝日、2005年8月14日）
- 妖怪・水木しげるのゲゲゲ幸福論（BSジャパン、2006年3月18日）
主演：水木しげる 朗読：和久井映見（悦子役）
出演：荒俣宏、呉智英、南伸坊、京極夏彦、佐野史郎、武良幸夫（水木しげる弟・マネージャー）、武良布枝（水木しげる夫人）、武良悦子（次女・悦子）、村沢昌夫（水木しげるアシスタント）
第43回ギャラクシー賞テレビ部門選奨受賞[159]。
- 知るを楽しむ〜人生の歩き方。「百歳まで生きるでしょう」（NHK教育テレビ、2008年6月、全4回）
水木夫妻のこれまでの人生を松本和也とのインタビュー形式で綴った講義。
2010年にBShi「プレミアム8」で「水木しげるのなまけ者になりなさい〜ゲゲゲの女房とののほほん人生〜」と題して、未収録・新規の撮り下ろしのインタビューを交えた再編集版を放送。
- ハイビジョン特集 鬼太郎 幸せ探しの旅 〜100年後の遠野物語〜（BShi、2010年3月13日）
- 衝撃速報!アカルイ☆ミライ（TBS、2012年6月3日）- 水木三兄弟で出演。
- 水木しげる93歳の探検記〜妖怪と暮らした出雲国〜（2015年9月、山陰放送、JNN中四国ブロック（9月5日）・BS-TBS（9月6日））

『ゲゲゲの女房』がヒットした2010年には『あさイチ』（NHK総合、2010年5月19日）、『ボクらの時代』（フジテレビ、2010年8月15日）などに夫妻で出演。

#### ドラマ・映画（出演）
- 月曜ドラマランド ゲゲゲの鬼太郎（1985年） - 霊界郵便配達夫役
- 月曜ドラマランド 悪魔くん（1986年） - 先生役
- 妖怪天国（1986年） - 巡礼者役

手塚眞監督のVシネマ。手塚治虫や楳図かずおも出演。
- ゲゲゲの鬼太郎 妖怪奇伝・魔笛 エロイム エッサイム（1987年） - 霊界郵便配達夫役
- 京極夏彦 「怪」 第4話「福神ながし」（WOWOW、2000年9月15日） - 鳥山石燕役
- 妖怪大戦争（2005年） - 妖怪大翁役
- 水木しげるの妖怪ワールド 恐山物語 (2006年）- ナレーター

### 水木を扱った作品

#### テレビ番組
- BSマンガ夜話「悪魔くん千年王国」（NHK BS2、1998年8月27日）
出演：大月隆寛、いしかわじゅん、夏目房之介、岡田斗司夫、北野誠、清水ミチコ
夏目房之介は、水木しげるの作品に通底するテーマを世界に対する不合理と不可思議であると指摘し、前者が『悪魔くん』に代表される革命漫画、後者が『鬼太郎』に代表される妖怪漫画の系譜に至っており、1970年代以降は後者の作品が残っていった点を指摘している。また、絵柄の特徴として細密な背景と単純な線で描かれた人物キャラクターの対比され、これが「卑小な人間」と「革命」や「偉大な自然」などテーマの対比にもなっている点を指摘している。
また、夏目やいしかわじゅん、岡田斗司夫らは、『悪魔くん』の革命思想は1960年代の左翼運動や白土三平の影響がありつつも、水木自身は上記の「卑小な人間」の観点から革命の成就に関して諦観をもっている点を指摘している。
- 驚きももの木20世紀（ABC、1996年7月26日）
- 知ってるつもり?!（日本テレビ、2000年8月20日）
- 20世紀の遺伝子（フジテレビ、2002年6月1日）
- 生活ほっとモーニング（NHK総合、2005年8月30日）
- マンガノゲンバ（NHK BS2、2010年1月11日、1月15日）
- しげると布枝〜漫画家夫婦の旅路（NHK総合、2010年3月24日、25日）- 戸井十月によるドキュメンタリー
- ぴったんこカン・カン（TBS、2010年8月20日、9月3日、9月10日）
- 中居正広の金曜日のスマたちへ「ゲゲゲの女房 大ヒットの真相」（TBS、2010年9月24日）
- ゲゲゲを発掘した男 〜奇の編集長・内田勝〜（CSファミリー劇場、2013年1月12日）
- ザ・ドキュメンタリー「“ゲゲゲの鬼太郎” 水木しげる〜妖怪漫画家が見た天国と地獄〜」（BS朝日、2016年11月10日）
- クローズアップ現代+「オイ鬼太郎!ワシの幸福論を聞いてくれ 〜未公開 水木しげるの日記〜」（NHK、2017年1月5日）
- THE LAST STORY 〜マエストロたちの遺言〜（BS日テレ、2018年10月7日）
- ザ・プロファイラー 〜夢と野望の人生〜「水木しげる ゲゲゲの夢見た幸福人生」（BSプレミアム、2018年12月6日）
- 池上彰の戦争を考えるSP 終戦75周年特別企画〜感染症の悲劇〜（テレビ東京、2020年8月15日）
- 歴史探偵「妖怪大国ニッポン!」（NHK総合、2022年6月8日）
- 日曜美術館「水木しげるの妖怪画」（Eテレ、2022年7月31日）[160]
- 水木しげるの妖怪バンザイ!（BSプレミアム、2022年8月26日）[160]
- 100分de水木しげる（Eテレ、2022年8月27日）[160][161]
- ブラタモリ「境港・米子」編（NHK総合、2022年8月27日）[162]
- 浦沢直樹の漫勉neo（NHK Eテレ、2024年3月18日）

#### ドラマ・映画
- 『のんのんばあとオレ』（NHK、1991年8月19日 - 23日・1992年8月24日 - 28日）
- NHKスペシャル『鬼太郎が見た玉砕〜水木しげるの戦争〜』（NHK、2007年8月12日）

『総員玉砕せよ!』を原作としたドラマ。
- NHK連続テレビ小説『ゲゲゲの女房』（NHK、2010年4月 - 9月）
- 『ゲゲゲの女房』（映画、2010年）

妻の自伝を原作としたドラマ・映画。

#### 舞台
- 『ゲゲゲの女房』（2011年）
- 『ゲゲゲの先生へ』（2018年）

水木の世界観を表現した舞台作品。脚本・演出は前川知大。

### DVD
- 水木サン大全 - 水木しげると荒俣宏の対談（2004年）
- 妖怪水木しげるのゲゲゲ幸福論（同テレビ番組のDVD版）

### CM
- ユニクロ「フリース」（2000年）
- フンドーキン醤油（2010年）- 夫妻で出演

## 家族・親族

### 武良家

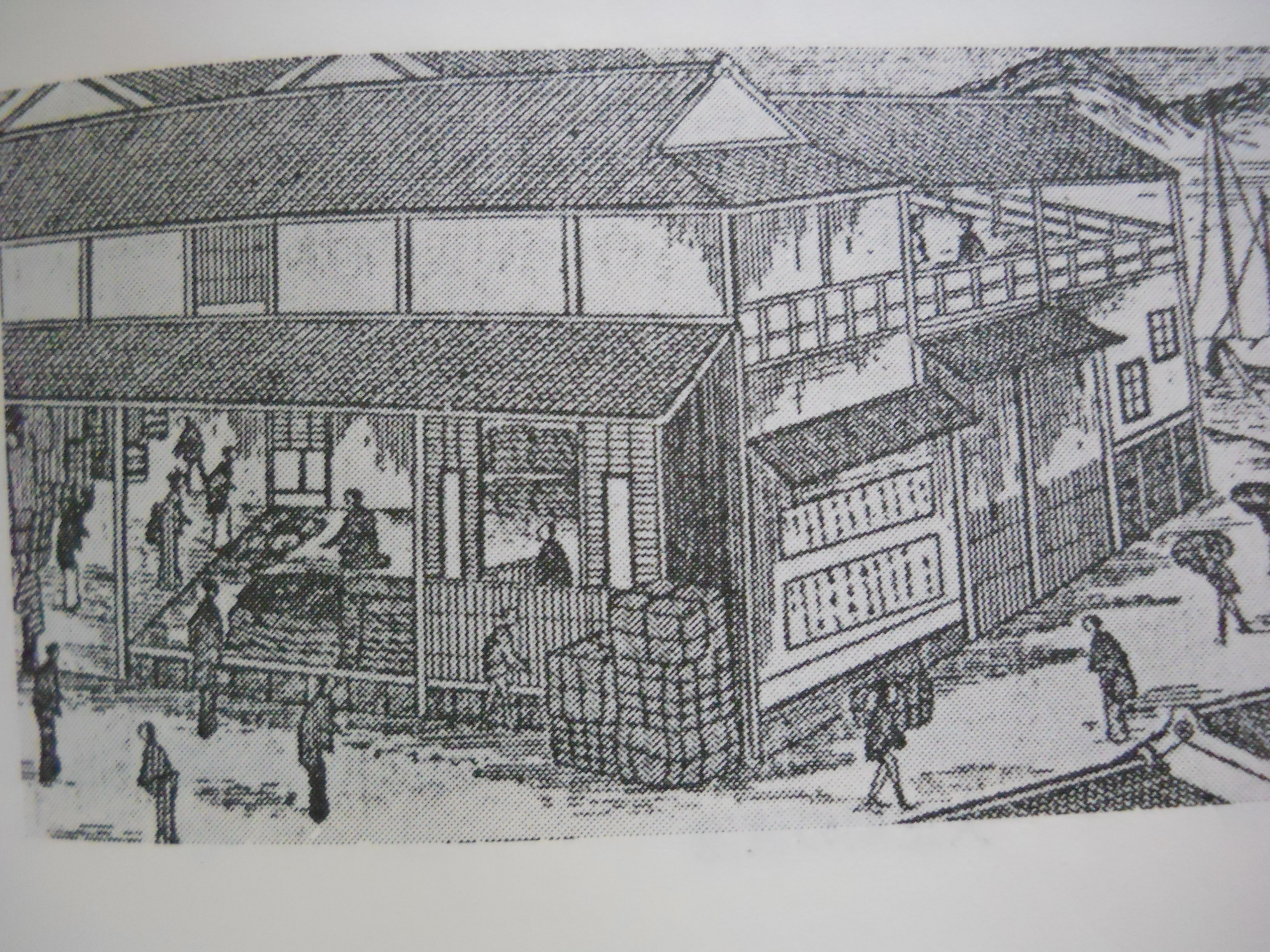
伯耆境港・武良惣平
木綿操綿古手類卸商 諸国回漕店 荷為換取扱所

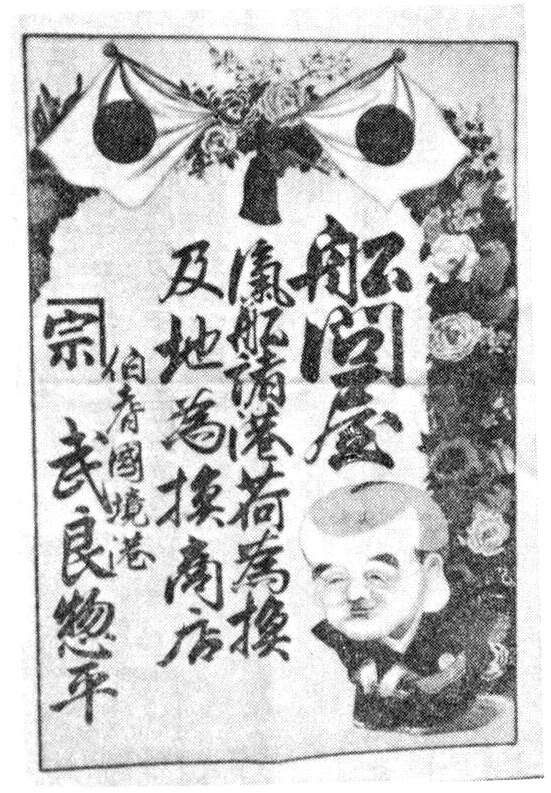
四方家所蔵の広告

（鳥取県境港市入船町、東京都調布市）
家系
“武良”（むら）という苗字は全国的には珍しいが、境港にはたくさんある。武良氏は隠岐発祥と考えられており、隠岐諸島の島後（とうご）にある隠岐郡隠岐の島町（旧：隠岐郡西郷町）に“武良祭り”があり、“武良トンネル”が残っている。水木は、自らのルーツを求めて、隠岐を訪問している。
水木の著書『ねぼけ人生』〈新装版〉12頁によれば、｢僕の祖先のことは、マジメに調べたことはないが、武良という姓もちょっと変わっているし、古い記録にも時々出てくる。最近読んだ『出雲祭事記』（講談社）という本によると、隠岐諸島の島後（諸島の北側の島）に武良郷という村があって、ここでは、ずいぶん昔から、二年に一度村民が寄り集って“武良祭り”という祭りをやっていたらしい。隠岐と境港は海をへだてた隣どうしだから、たぶん、武良郷あたりから、空腹に耐えかねた連中が食い物を求めて境港にやってきたのだろう。それが僕の遠い先祖ではないかと、推測している。｣という。
戦国時代の弓ヶ浜に高岡城という城があって、武良隣左ェ門という豪族がおり、この一族が記録に残るルーツだろうと水木は考えている。
当時の境港のあたりは、毛利氏と尼子氏の勢力争いの場であったが尼子氏側の亀井能登守が毛利側の騙し討ちにあった時、その手引きをしたのが武良隣左ェ門だったと父から聞き伝えられている。
その後江戸時代になって武良惣平の代では、境港で回船問屋を営んでいた。
竹内村（高松）の武良氏について『伯耆志』には「高岡城趾と古松三幹あり。往古武良某此所に居りしと云へり。今村中其裔あり。」とある。
水木の著書『ねぼけ人生〈新装版〉』14頁によれば「境港の竹之内には高岡城趾といわれる所があり、古松が三本はえている。『伯耆志』によると、ここが武良氏の舘の跡だということになる。米子の郷土史家の説では、僕の家の墓地のあたりが武良舘のあった所だそうだ。どっちが真実かわからないが、どうやらずっと昔に、このあたりに武良氏という一族がいて、それが僕にまでつながっていることだけは本当らしい。」という。
曽祖父・惣平（回船問屋）
境港で“武良惣平商店”という回船問屋を営み、一時は大層な羽振りをきかせていたが、鉄道便の発達で明治になると家業は衰えた。惣平は1892年（明治25年）境町会議員に当選した。
境港市長中村勝治によると「水木しげる先生の曽祖父にあたる武良惣平氏は自ら交易船を所有し、繰綿や木綿などの商いを手広く営んでいたと伝えられています」という。
祖父・辰司（実業家）
水木によると、「祖父は、米子の町長で呉服商をしていた住田善兵衛の長女と結婚する。そして、僕の父の亮一が誕生するのだが、その頃には回船業がいよいよダメになり、大きな家は人手に渡ってスッカラカンになった。それでも、祖父は多少やり手だったので、また努力して、昔日のおもかげはないものの、何とか家も建てた｣という。
家業の回船問屋をやめて、大阪で「関自動車」というタクシー会社を経営した（後に倒産）。
また、バタビヤ（現・ジャカルタ）に渡り印刷会社を興して成功した。親類・彦一は軽食堂を閉店後、印刷会社の人員募集に応じ、バタビヤに渡っている。
後妻に子供がたくさんいて、さらに妾までいたという。昭和5年頃の時点で60歳とあるので、明治初年の生まれと推定される。

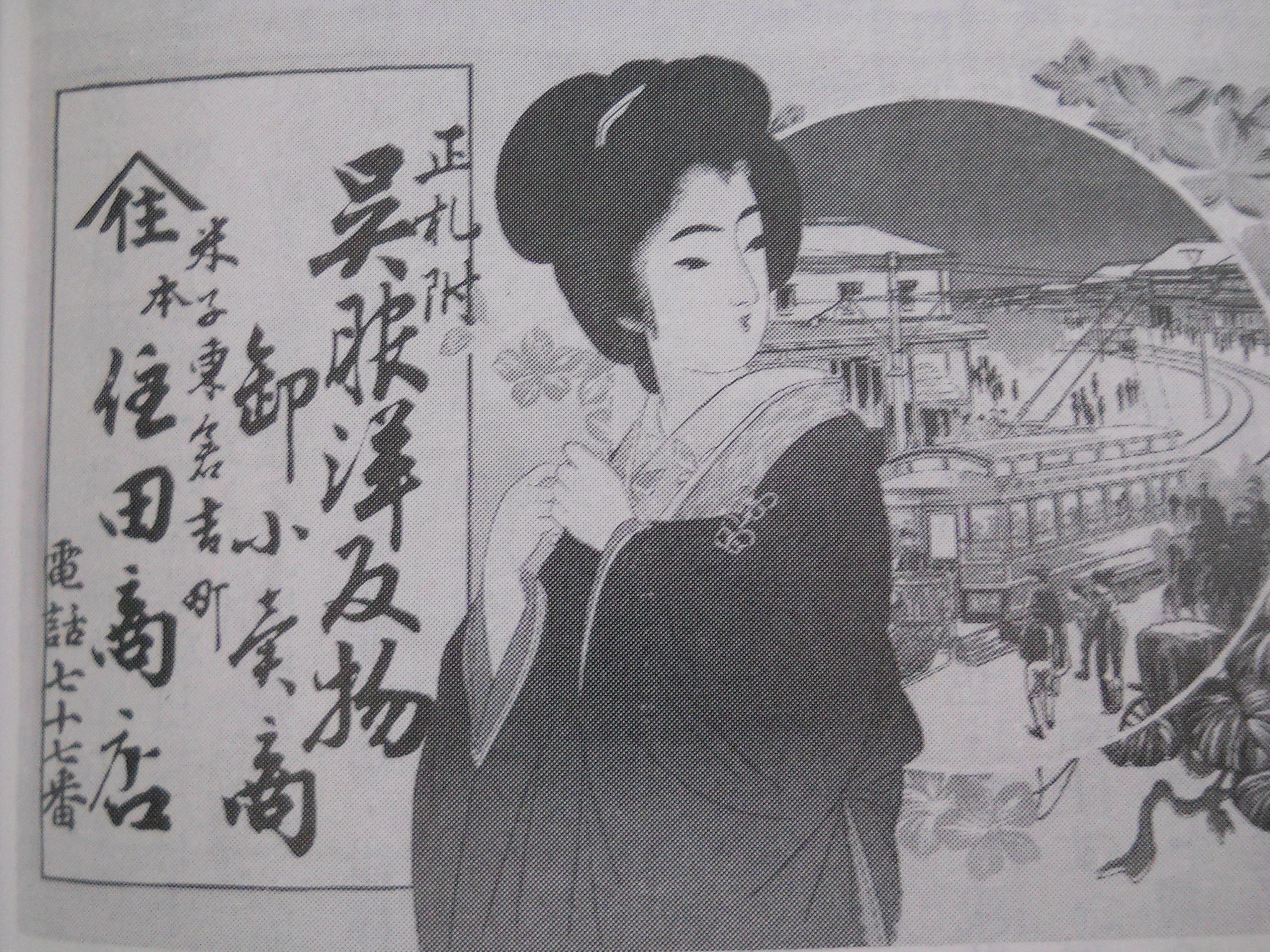
住田呉服店の広告紙面
（1910年（明治43年））

祖母・（呉服商、政治家・住田善平の長女）
鳥取県米子市東倉吉町の住田家は江戸時代から続く商家（呉服商）で、米子町（現・米子市）4代目町長を務めた善平の長女が水木の祖父に嫁いだ。
大叔父・住田延寿
大叔父といっても水木の父亮一より2歳年長なだけである。
武良家に居候（いそうろう）していた。水木の兄宗平によると、｢二階にいて、赤鉛筆片手に英語の原書ばかり読んでいたが、結局、定職に就かずに遊んで暮らした。今から見ると変人だった｣という。
父・亮一（会社員、銀行員等）
1984年（昭和59年）10月没（享年88）
胃が丈夫なことから、水木は父親に「イトツ」（突出して強い胃袋）とあだ名をつけていた。
早稲田大学商学部卒。在学中は歌舞伎や芝居見物にうつつを抜かし、町に帰ってきてからも遊蕩三昧（ゆうとうざんまい）。勤めに出ても、さぼって映画を見ていたのがばれてクビになり、祖父から大金をもらって始めた農機具輸入事業もあえなく失敗。

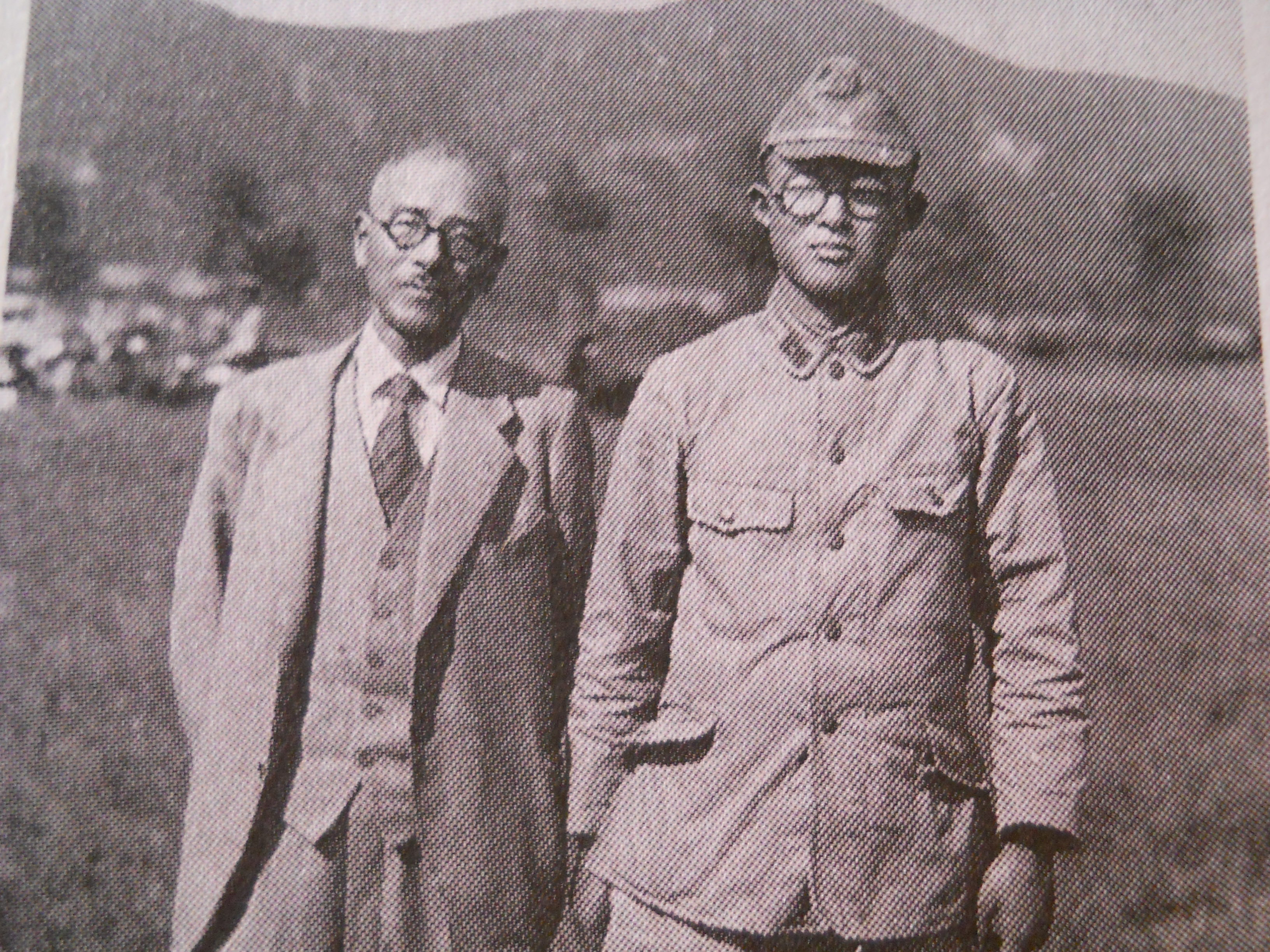
父・武良亮一（左）と水木しげる（右）
（ラバウル行き直前）

境町に戻り、今度は銀行に勤めるようになったが、夜は近所の芝居小屋を借りて映画を上映し、銀行員が本業か映画館が本業かわからないといったぐあいだった。
ある時、銀行強盗が横行したことがあり、当直だった亮一は明け方まで粘ったが、恐怖に耐え切れずついに当直を放棄して家に帰ってしまった。このため銀行をクビになったが「なんとかなる主義」という奇妙な主義を信じていたため全く平気だったという。なお『ねぼけ人生〈新装版〉』には“銀行強盗”となっているが、『水木サンの幸福論 -妖怪漫画家の回想-』には“脱獄囚”と記されている。
また、英語が得意だったため美保航空隊で駐留軍の通訳をした。
妻によると、水木が漫画で成功し、上京して一緒に暮らすようになってからは、好きな映画や歌舞伎を観るなどして、幸せに暮らしていたという。死の際は「境港に葬ってくれ」と遺言があり、武良家代々の菩提寺に納めた。そのため水木はその後、境港をしばしば訪れるようになり、「水木しげるロード」誕生につながったという。
水木の兄宗平は父亮一について、「ぼんぼんの道楽者。自由人だった。少し頼りない。楽をするのが好きで、スイカを買っても自分で持たないで、我々に持たすのだ。まったくおやじは家長らしくなかった。」と述べている。
母・琴江
1994年（平成6年）4月没（享年94）
すぐ怒ることから、水木は母親に「イカル」とあだ名をつけていた。
母・琴江は江戸時代、苗字帯刀を許された米子の旧家に生まれ、その家柄を誇りとしていた。
水木の著書『ねぼけ人生〈新装版〉』15頁によると、
「母の実家というのが三島という米子市の旧家で、元禄時代から今日までの墓がずらりと並んでいるほどなのだが、これも先代でボツラクしている。この先代という人は風流人なのはいいが、俳句だの書画だのをひねくるばかりで、仕事というものを全くしなかった。」という。
『グレートマザー物語』によると、琴江はしげるが左腕を失ったことを知ると自らの左腕を縛り、一時期右腕だけで生活していたという。
妻によると、戦争中に、近所でバケツ・リレーの練習をしていても「負け戦とわかっているのに無駄だ」と参加しなかったという。また、水木が東京で貸本漫画家をしている時は、非常に心配し、「漫画がダメなら灯台守になれ」と薦めた。また、しばしば、心配する長文の手紙を送ったという。返事が来ないと、さらに心配して長文の手紙がくるため、水木は母親から手紙が来ると即「元気だ」という返事を書いた。また、「貧乏している」ことが母にばれないよう、軍人恩給を実家に送っていたという。また、水木が漫画家として成功して両親を呼び寄せた後は、漫画のストーリーにしばしば口を出し、『鬼太郎』にシーサーが登場するようになったのは、母親の強い薦めがあったためだという。

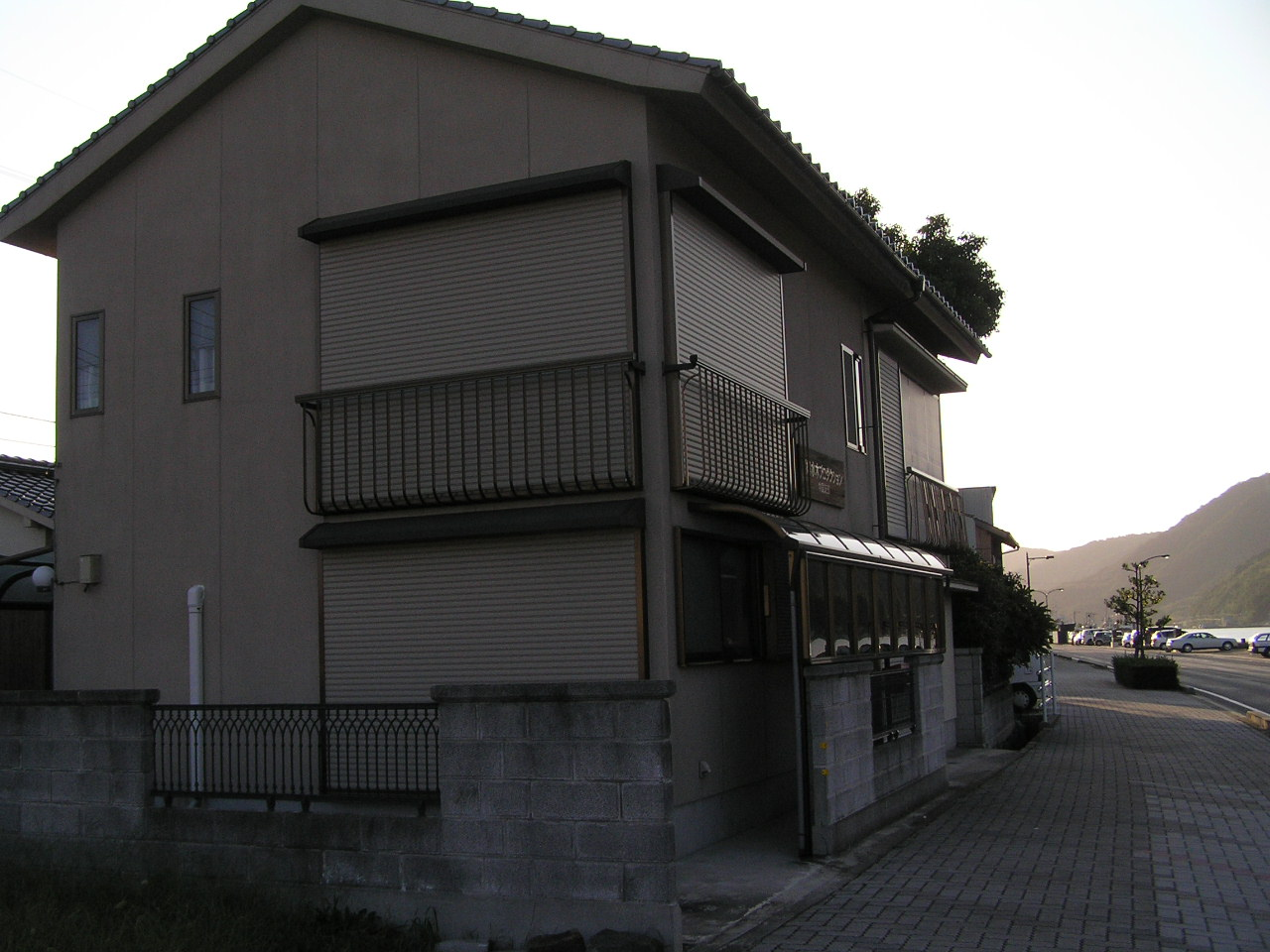
境港の水木プロダクション中国支部

兄・宗平
1920年（大正9年）生 - 2017年（平成29年）11月22日没（享年97） 
兄の娘夫婦（境港の水木プロ中国支部担当）
弟・幸夫（水木プロ・ゼネラルマネジャー）
1924年（大正13年）生 - 2021年（令和3年）4月8日没（享年96）
妻・布枝（島根県安来市大塚町出身、呉服商、酒屋、政治家・飯塚藤兵衛の娘）
1932年（昭和7年）1月生 -
飯塚家の当主は代々飯塚藤兵衛を名乗り、呉服などを商う商家として知られていた。布枝の父親の藤兵衛は、若い頃から村会議員を務め、酒や塩の小売業を営みながらやがて市会議員になった人物。
著書
- 『ゲゲゲの女房』（実業之日本社）
- 『ゲゲゲの食卓』（扶桑社）

長女・尚子（水木プロ社長）
1962年（昭和37年）12月生 -
次女・悦子（水木プロ勤務）
1966年（昭和41年）12月生 -
著書
- 『お父ちゃんと私-父・水木しげるとのゲゲゲな日常』（やのまん）
- 『ゲゲゲの娘、レレレの娘、らららの娘』（文藝春秋） - （赤塚りえ子、手塚るみ子との共著）
- 『ゲゲゲの娘日記』（KADOKAWA）

### 住田家
（鳥取県米子市東倉吉町）

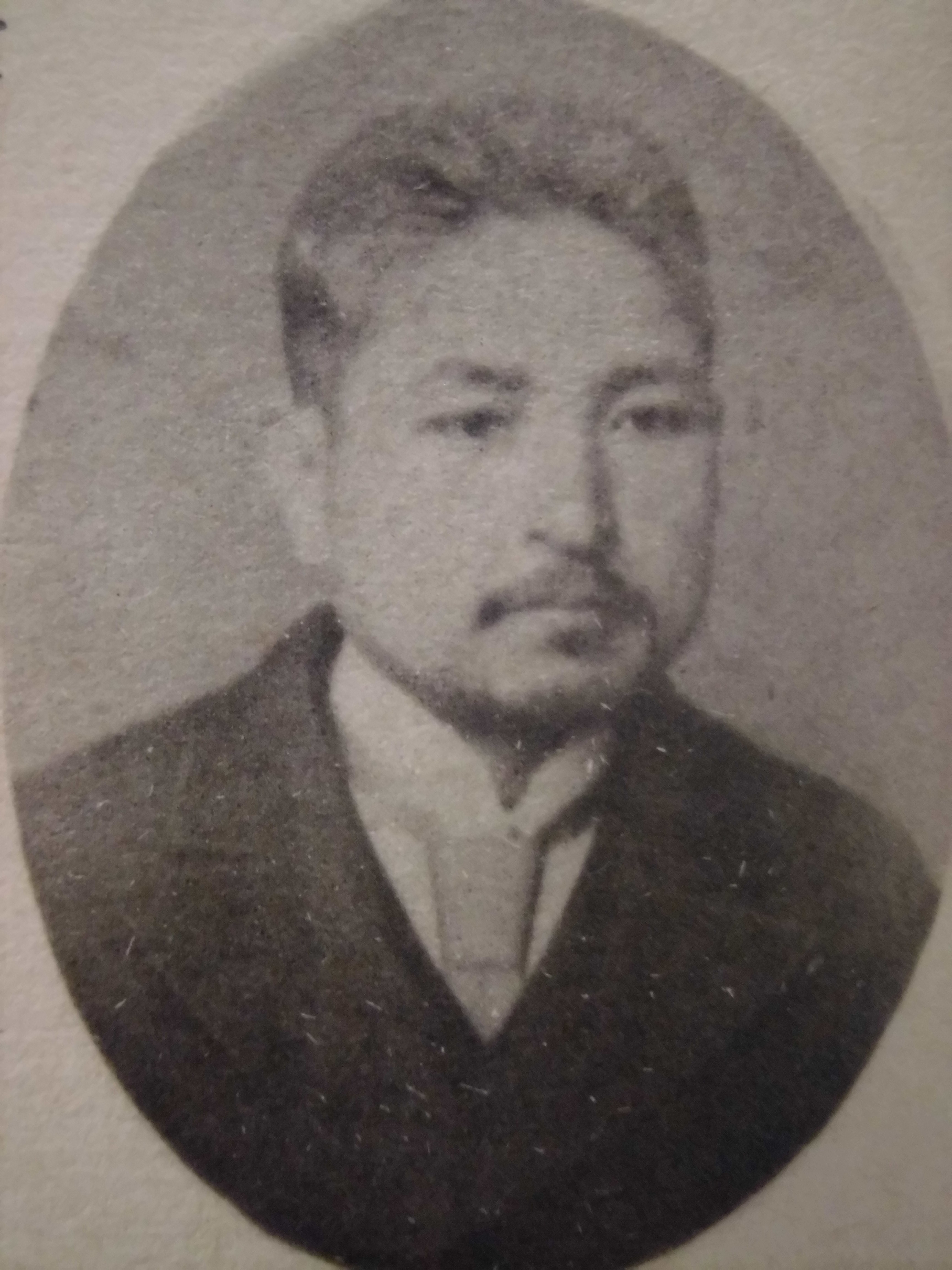
住田善平
（第四代米子町長、水木しげるの祖母の父）

住田氏は近世期中ごろから米子の東倉吉町に居住し、住田屋を号した。衣料、雑貨を営業し、近代に入って呉服類を中心に営業を継続拡張した。
“本住田屋”の住田善平は、1896年（明治29年）12月 - 1900年（明治33年）12月まで米子町町長をつとめた。善平の長女が武良家に嫁いだ。
善平の息子・寅次郎（水木の大叔父）
米子で初めて東大を出たとされる。寅次郎には出世（しゅっせ）欲がなく、米子で町会議員をつとめたり、製パン業を興しパンを売ったりして一生を終えたとのことである。元米子市長野坂寛治の著書『米子界隈』183頁によると、
「第四代町長住田善平氏は住田呉服店の御主人で、その令息・法学士住田寅次郎氏は町会議員として、いかなる意味でも英名を四方にはせ、晩年は酒豪としての逸話が山積する。後には転じて製パンを志され、世上これを“学士パン”と呼んだ。学士学士と書いたが、現代の諸君は“アァ学士か”とそこらに落ちている小石のように思うであろうが、明治35、6年ごろの学士さんはトテモドエライもので、住田寅次郎氏が法科を、筆者の叔父貴野坂康二が工科を、共に東大を卒えて帰還した年の夏、渡辺町長その他お歴々の発起によって公会堂で歓迎会を開いて頂いている。それが米子で二人も出たのだからというのですゾ。驚き桃の木サンショの木である。」という。
寅次郎の弟に絵描きの良三と、英語を趣味とした延寿がいる。
水木によると、｢父の叔父に、パリで三十歳で客死した画家がいて、父はとても尊敬していた。その叔父は松井須磨子の劇団で背景の絵を描いていて、ちょい役で出演したりしたという。祖母の実家で大金持ちの住田一族の直系だから、パリ遊学にも行けたのだろう。確かに画才はあったようだ。その叔父の命日と私の誕生日がたまたま同じで、父は“生まれ変わりだ”と信じていた｣という。
住田家の保存活用の話が進められている。

### 親類
彦一
元職工。大阪で軽食堂を経営していたが世界恐慌が起こりその煽りを受け閉店。水木の祖父辰司がバタビヤ（現・ジャカルタ）に渡り、印刷会社を興して成功した後、印刷会社の人員募集に応じてバタビヤに渡った。帰国後インドネシア語が話せたので軍属になり、兵隊として再びジャワへ渡る。年代不明だが、ジャワで戦死したという
定（さだ）やん
水木の著書『ねぼけ人生〈新装版〉』16-17頁によると、
「祖父の方の親類に、定（さだ）やんという奇人がいた。この人は、妖怪の“倉ぼっこ”じゃないが、倉の中で一生を働かずにすごした。働かずにといっても決して暗い一生だったわけではなく、恋愛はする、読書三昧にふける、結婚もする、町会議員には立候補する、といったあんばいで、人一倍楽しい人生を送った」という。

### 略系図
|            |            |            |            |            |            |  |  | 住田善平   | 住田善平   | 住田善平   | 住田善平   | 住田善平   | 住田善平   |  |  |      |      |      |      |          |          |          |          |          |          |          |          | 武良惣平 | 武良惣平 | 武良惣平 | 武良惣平 | 武良惣平 | 武良惣平 |      |      |            |            |            |            |            |            |      |      |  |  |      |      |      |      |      |      |      |      |
|            |            |            |            |            |            |  |  | 住田善平   | 住田善平   | 住田善平   | 住田善平   | 住田善平   | 住田善平   |  |  |      |      |      |      |          |          |          |          |          |          |          |          | 武良惣平 | 武良惣平 | 武良惣平 | 武良惣平 | 武良惣平 | 武良惣平 |      |      |            |            |            |            |            |            |      |      |  |  |      |      |      |      |      |      |      |      |
|            |            |            |            |            |            |  |  |            |            |            |            |            |            |  |  |      |      |      |      |          |          |          |          |          |          |          |          |          |          |          |          |          |          |      |      |            |            |            |            |            |            |      |      |  |  |      |      |      |      |      |      |      |      |
|            |            |            |            |            |            |  |  |            |            |            |            |            |            |  |  |      |      |      |      |          |          |          |          |          |          |          |          |          |          |          |          |          |          |      |      |            |            |            |            |            |            |      |      |  |  |      |      |      |      |      |      |      |      |
| 住田寅次郎 | 住田寅次郎 | 住田寅次郎 | 住田寅次郎 | 住田寅次郎 | 住田寅次郎 |  |  | 森川桑三郎 | 森川桑三郎 | 森川桑三郎 | 森川桑三郎 | 森川桑三郎 | 森川桑三郎 |  |  | 祖母 | 祖母 | 祖母 | 祖母 | 祖母     | 祖母     |          |          |          |          |          |          | 武良辰司 | 武良辰司 | 武良辰司 | 武良辰司 | 武良辰司 | 武良辰司 |      |      |            |            |            |            |            |            |      |      |  |  |      |      |      |      |      |      |      |      |
| 住田寅次郎 | 住田寅次郎 | 住田寅次郎 | 住田寅次郎 | 住田寅次郎 | 住田寅次郎 |  |  | 森川桑三郎 | 森川桑三郎 | 森川桑三郎 | 森川桑三郎 | 森川桑三郎 | 森川桑三郎 |  |  | 祖母 | 祖母 | 祖母 | 祖母 | 祖母     | 祖母     |          |          |          |          |          |          | 武良辰司 | 武良辰司 | 武良辰司 | 武良辰司 | 武良辰司 | 武良辰司 |      |      |            |            |            |            |            |            |      |      |  |  |      |      |      |      |      |      |      |      |
|            |            |            |            |            |            |  |  |            |            |            |            |            |            |  |  |      |      |      |      |          |          |          |          |          |          |          |          |          |          |          |          |          |          |      |      |            |            |            |            |            |            |      |      |  |  |      |      |      |      |      |      |      |      |
|            |            |            |            |            |            |  |  |            |            |            |            |            |            |  |  |      |      |      |      |          |          | 武良亮一 | 武良亮一 | 武良亮一 | 武良亮一 | 武良亮一 | 武良亮一 |          |          |          |          |          |          | 琴江 | 琴江 | 琴江       | 琴江       | 琴江       | 琴江       |            |            |      |      |  |  |      |      |      |      |      |      |      |      |
|            |            |            |            |            |            |  |  |            |            |            |            |            |            |  |  |      |      |      |      |          |          | 武良亮一 | 武良亮一 | 武良亮一 | 武良亮一 | 武良亮一 | 武良亮一 |          |          |          |          |          |          | 琴江 | 琴江 | 琴江       | 琴江       | 琴江       | 琴江       |            |            |      |      |  |  |      |      |      |      |      |      |      |      |
|            |            |            |            |            |            |  |  |            |            |            |            |            |            |  |  |      |      |      |      |          |          |          |          |          |          |          |          |          |          |          |          |          |          |      |      |            |            |            |            |            |            |      |      |  |  |      |      |      |      |      |      |      |      |
|            |            |            |            |            |            |  |  |            |            |            |            |            |            |  |  |      |      |      |      |          |          |          |          |          |          |          |          |          |          |          |          |          |          |      |      |            |            |            |            |            |            |      |      |  |  |      |      |      |      |      |      |      |      |
|            |            |            |            |            |            |  |  |            |            |            |            |            |            |  |  |      |      |      |      |          |          |          |          |          |          |          |          |          |          |          |          |          |          |      |      |            |            |            |            |            |            |      |      |  |  |      |      |      |      |      |      |      |      |
|            |            |            |            |            |            |  |  |            |            |            |            |            |            |  |  |      |      |      |      | 武良宗平 | 武良宗平 | 武良宗平 | 武良宗平 | 武良宗平 | 武良宗平 |          |          | 武良幸夫 | 武良幸夫 | 武良幸夫 | 武良幸夫 | 武良幸夫 | 武良幸夫 |      |      | 水木しげる | 水木しげる | 水木しげる | 水木しげる | 水木しげる | 水木しげる |      |      |  |  |      |      | 布枝 | 布枝 | 布枝 | 布枝 | 布枝 | 布枝 |
|            |            |            |            |            |            |  |  |            |            |            |            |            |            |  |  |      |      |      |      | 武良宗平 | 武良宗平 | 武良宗平 | 武良宗平 | 武良宗平 | 武良宗平 |          |          | 武良幸夫 | 武良幸夫 | 武良幸夫 | 武良幸夫 | 武良幸夫 | 武良幸夫 |      |      | 水木しげる | 水木しげる | 水木しげる | 水木しげる | 水木しげる | 水木しげる |      |      |  |  |      |      | 布枝 | 布枝 | 布枝 | 布枝 | 布枝 | 布枝 |
|            |            |            |            |            |            |  |  |            |            |            |            |            |            |  |  |      |      |      |      |          |          |          |          |          |          |          |          |          |          |          |          |          |          |      |      |            |            |            |            |            |            |      |      |  |  |      |      |      |      |      |      |      |      |
|            |            |            |            |            |            |  |  |            |            |            |            |            |            |  |  |      |      |      |      |          |          |          |          |          |          |          |          |          |          |          |          |          |          |      |      |            |            |            |            |            |            |      |      |  |  |      |      |      |      |      |      |      |      |
|            |            |            |            |            |            |  |  |            |            |            |            |            |            |  |  |      |      |      |      |          |          |          |          |          |          |          |          |          |          |          |          |          |          |      |      |            |            |            |            |            |            |      |      |  |  |      |      |      |      |      |      |      |      |
|            |            |            |            |            |            |  |  |            |            |            |            |            |            |  |  |      |      |      |      |          |          |          |          |          |          |          |          |          |          |          |          |          |          |      |      |            |            | 悦子       | 悦子       | 悦子       | 悦子       | 悦子 | 悦子 |  |  | 尚子 | 尚子 | 尚子 | 尚子 | 尚子 | 尚子 |      |      |

## 演じた俳優
俳優
- ドラマ愛の詩『のんのんばあとオレ』『続・のんのんばあとオレ』（1991年・1992年） - 佐藤広純 ※役名は「村木茂」
- 映画『姑獲鳥の夏』（2005年） - 京極夏彦 ※役名は「傷痍軍人」
- NHKスペシャル ドラマ『鬼太郎が見た玉砕 〜水木しげるの戦争〜』（2007年8月12日） - 香川照之
- 連続テレビ小説『ゲゲゲの女房』（2010年3月-9月） - 向井理 ※役名は「村井茂」
- 映画『ゲゲゲの女房』（2010年11月） - 宮藤官九郎 ※役名は本名「武良茂」
- 舞台『ゲゲゲの女房』（2011年） - 渡辺徹

声優
- アニメ『ゲゲゲの鬼太郎』 - 富田耕吉（第1作）、あずさ欣平（第3作）、島田敏（墓場鬼太郎）
- アニメ映画『平成狸合戦ぽんぽこ』 - 藤本譲 ※役名は「水木先生」

## 関連人物

### アシスタント
- 田辺一鶴 - 講談師。若手講談師時代に水木と知り合い、一時期仕事を手伝っていた。
- つげ義春 - 『ガロ』の連載だけでは食えず、水木のアシスタントも兼任していた。失踪事件を起こしている。
- 池上遼一 - 『ガロ』を読んだ水木が長井勝一にスカウトを依頼。住み込みのアシスタントを2年ほど務める。
- 古川益三 - 後にまんだらけ社長となる。雑誌『まんだらけ』で元アシスタントの座談会を掲載した。
- 北川和義
- 佐々岡健次（島根けんじ） - 元貸本漫画家で水木プロの初代チーフアシスタント。水木が画力を評価し桜井昌一にスカウトを依頼したという。2017年、まんだらけ出版より作品集『血清人間肉』が復刻出版された。
- 山口芳則
- 鈴木翁二
- 辰巳ヨシヒロ
- つりたくにこ
- 奈知未佐子
- 橋本将次 - 元貸本漫画家。貸本漫画だけでは生活できず水木プロで日雇いのアシスタントをしていた。後に劇画家、SMイラストレイターとして活躍。
- 森野達弥
- 土屋慎吾 - 後に官能劇画家としてデビューする。2013年、アシスタント時代の回顧録漫画『ゲゲゲのアシスタント』を自費出版した。
- 村澤昌夫 - 水木プロのチーフアシスタント。晩年まで水木作品に関わっていた。2017年、回顧録漫画『水木先生とぼく』をKADOKAWAより出版。
- 石黒美影
- 伊藤正樹 - 元貸本漫画家。
- 呉智英 - 70年代初頭に水木の資料整理を担当。その間に水木漫画の「原作」をいくつか執筆したが、「難解すぎて」採用されなかった。のち評論家となる。呉は、水木の本質を、「人智を超えたものを信じる人」と、「俗っぽい生活知にあふれた庶民」とが、渾然一体で同居しているところにあると述べている。

### 妖怪・民俗関連
- 荒俣宏 - 1970年代に水木漫画の原作を担当。荒俣は1980年代に水木宅を訪れ、「弟子にしてください」と頼んだ。水木も荒俣のファンだったので、すぐに了承した[75]。水木の漫画作品に「アリャマタコリャマタ」として登場。
- 京極夏彦 - 小説家としてデビューしなければ水木プロ入りは間違いなかったという。水木の弟子を自称し（水木も認めている）、自宅に水木関連書籍・グッズ専用の部屋（水木庵）を作っている。『水木しげる漫画大全集』の監修を担当。ちくま文庫から『京極夏彦が選ぶ! 水木しげる未収録短編集』『京極夏彦が選ぶ! 水木しげるの奇妙な劇画集』も刊行している。なお、著作『姑獲鳥の夏』が映画化された時は京極は水木しげる役[注 9]を演じた。
- 宮本神酒男 - シャーマニズム研究家。水木とともにドラキュラの故郷やミャンマーのシャーマンなどの取材旅行をしている。
- 多田克己
- 村上健司
- 林巧
- 宮田雪 - 脚本家。水木に漫画原作を提供。アメリカのホピ族インディアンを水木が訪れる渡し役もした。
- 朝松健 - 作家。1997年の『悪魔くん世紀末大戦』の原案を担当。
- 大泉実成 - ノンフィクション作家。水木の冒険旅行に何度か同行し、紀行本を出版。
- 足立倫行 - ノンフィクション作家。水木に密着取材を行い、『妖怪と歩く』を出版。
- 佐野史郎 - 俳優。水木のファンで、公私ともに交流がある。アニメ『ゲゲゲの鬼太郎』第4シリーズの吸血鬼エリートや、映画『ゲゲゲの鬼太郎 千年呪い歌』の蛇骨婆を演じる。
- 小松和彦
- 美輪明宏
- 吉村作治
- 養老孟司

### 漫画家・出版関連
- 桜井昌一 - 貸本漫画家。出版社「東考社」をおこし、貸本版『悪魔くん』などを発行。貸本業界が崩壊すると、「桜井文庫」として文庫本形式のインディーズ出版を行い、水木の短編を多数出版している[注 10]。また、水木の漫画作品中に頻出する眼鏡で出っ歯の「サラリーマン山田」のモデル。なお、2010年の連続テレビ小説『ゲゲゲの女房』に登場する戌井慎二（演：梶原善）のモデルも桜井である。
- 鈴木勝丸 - 紙芝居会社「阪神画劇社」の経営者。紙芝居作家としての水木を見出し、『ゲゲゲの鬼太郎』の原型『ハカバキタロー』の紙芝居を伝える。水木のペンネームの名付け親でもある。
- 佐藤まさあき - 漫画家。自身の出版社「佐藤プロダクション」で水木の漫画を出版していた。編集者だった佐藤の兄・記本隆司と水木は折り合いが悪く、様々なエピソードがある。
- 白土三平 - 漫画家。『カムイ伝』他多数の大ヒット作で知られる。『少年マガジン』が劇画路線を推進する以前から水木を推薦しており[10]、講談社児童まんが賞の審査でも水木の『テレビくん』を推薦していた[198]。水木作品では忍者漫画で一山当てた怪人として、水木たちがごちそうになりにいくエピソードなどが語られている。
- 杉本五郎 - 貸本漫画家仲間で、別名「つゆき・サブロー」。鬼太郎の「霧の中のジョニー／吸血鬼エリート」のモデル。映画フィルムの日本一のコレクターでもあった。
- 梅田栄太郎 - 貸本漫画家仲間で、のち印刷会社の社長。その「調子のいい」言動で、ねずみ男のモデルとなった。
- 長井勝一 - 漫画編集者。青林堂の前身となる貸本漫画出版の「三洋社」主宰の頃から親交があった。漫画雑誌 『月刊漫画ガロ』の初代編集長。
- 南伸坊 - イラストレーター。青林堂の社員時代、『ガロ』で『星をつかみそこねる男』などを担当。
- 松田哲夫 - 学生時代に『ガロ』の仕事を手伝っていた関係で、水木の原稿を取りに行って知り合う。筑摩書房入社後、水木に自伝『ねぼけ人生』の執筆を薦めた。また「ちくま文庫」創刊後は、水木漫画を多く収録した。
- 矢口高雄 - 漫画家。銀行員時代に『ガロ』編集部の紹介でスタジオ見学に訪れたことがある。この時に水木や池上から受けたアドバイスは後々非常に参考になったとのこと[199]。
- 根本敬 - 漫画家。古本屋で購入した水木の『墓場の鬼太郎』に衝撃を受け、漫画家を志した。そんな根本の崇拝も構わず、猥雑な絵柄や陰鬱としたストーリーが持ち味の根本の作風から、当の水木は「ありゃあクソですよ、クソ!」などと受け付けようともしなかった。

### 知人、同人など
- 瀧利郎 - 戦友で、戦後も水木と交流があった。編著に『ラバウル戦の末路』。
- 宮一郎 - 戦友で、戦後は阪急電鉄に勤務。グループ企業の宝塚ファミリーランドで『ゲゲゲの鬼太郎』関連のイベントを企画したことから水木と再会し、戦地再訪の旅に誘った。
- トペトロ - ニューギニアでの療養中に仲良くなった現地のトライ族の少年。水木は漫画家として成功してから、現地を再訪し、恩返しに中古車を贈った。彼との交際は50年に及ぶが、1993年に亡くなった。トペトロの遺族は葬儀をあげる費用が無かった為、水木が費用を出して盛大な葬儀を行った。その交友関係は『トペトロとの50年』に描かれている。
- ら・むうん（有里紅良・夢来鳥ねむ）
  - 水木作品の同人サークル「鬼太郎座」を母体として発展構築された劇団兼創作集団。
  - 「鬼太郎座」時代に創られたダイナビジョン作品『女禍』の製作に、水木本人をスーパーバイザーとして招き、教えを受けた。
  - 中心者2名（有里・夢来鳥）は後に『HAUNTEDじゃんくしょん』など水木作品をモチーフとした商用作品を執筆している。
  - 代表者であった有里紅良は、水木に先立ち、2015年の7月2日に永眠した。ちょうど水木と同じ年に共に彼岸へと旅立った事になる。
- 関東水木会 - 研究会。青林堂の『水木しげる叢書』に協力したファンの有志により、「水木先生をバックアップするための好事家の集まり」として1993年11月に立ち上げられた。会長 山口信二、会員 平林重雄、鈴木信一、荒井良、荒俣宏、京極夏彦、佐野史郎ら。